# I liga polska w piłce nożnej (2005/2006) – wyniki spotkań
Wyniki spotkań I ligi polskiej w piłce nożnej w sezonie 2005/2006 rozegranych od 24 lipca 2005 do 13 maja 2006. W lidze występowało 16 zespołów, które rozegrały 30 kolejek ligowych po 8 spotkań (łącznie 240 meczów).

## Tabela rundy jesiennej
| Poz. | Klub                             | M  | Pkt. | Mecze | Mecze | Mecze | Bramki | Bramki |
| Poz. | Klub                             | M  | Pkt. | zwy.  | rem.  | por.  | zdob.  | stra.  |
| ---- | -------------------------------- | -- | ---- | ----- | ----- | ----- | ------ | ------ |
| 1.   | Wisła Kraków                     | 15 | 29   | 8     | 5     | 2     | 26     | 12     |
| 2    | Legia Warszawa                   | 15 | 29   | 8     | 5     | 2     | 19     | 9      |
| 3    | Cracovia                         | 15 | 24   | 7     | 3     | 5     | 18     | 20     |
| 4    | Korona Kielce                    | 15 | 23   | 6     | 5     | 4     | 25     | 19     |
| 5    | Lech Poznań                      | 15 | 23   | 6     | 5     | 4     | 24     | 24     |
| 6    | Odra Wodzisław Śląski            | 15 | 23   | 6     | 5     | 4     | 12     | 12     |
| 7    | Amica Wronki                     | 15 | 22   | 6     | 4     | 5     | 23     | 17     |
| 8    | Zagłębie Lubin                   | 15 | 22   | 6     | 4     | 5     | 26     | 22     |
| 9    | Pogoń Szczecin                   | 15 | 21   | 5     | 6     | 4     | 20     | 17     |
| 10   | Dyskobolia Grodzisk Wielkopolski | 15 | 19   | 5     | 4     | 6     | 21     | 23     |
| 11   | Arka Gdynia                      | 15 | 17   | 3     | 8     | 4     | 13     | 13     |
| 12   | Wisła Płock                      | 15 | 17   | 5     | 2     | 8     | 16     | 27     |
| 13   | Górnik Zabrze                    | 15 | 16   | 4     | 4     | 7     | 18     | 22     |
| 14   | Górnik Łęczna                    | 15 | 14   | 2     | 8     | 5     | 11     | 15     |
| 15   | GKS Bełchatów                    | 15 | 14   | 3     | 5     | 7     | 15     | 22     |
| 16   | Polonia Warszawa                 | 15 | 9    | 2     | 4     | 9     | 12     | 21     |

| Legenda:            |
| ------------------- |
| elim. Ligi Mistrzów |
| elim. Pucharu UEFA  |
| baraże              |
| spadek              |

### 1 kolejka
| 24 lipca 2005, niedziela | 24 lipca 2005, niedziela | 24 lipca 2005, niedziela | | |
| --- | --- | ------------------------ | --- | --- |
| | Arka Gdynia | 0:0                      | Legia Warszawa | |
| Benjamin Imeh 35' | |                          | | |
| Michał Chamera, Jan Cios, Sebastian Gorząd, Benjamin Imeh, Grzegorz Jakosz, Piotr Jawny, Łukasz Kowalski, Bartosz Ława (90’ → Radosław Bartoszewicz), Grzegorz Niciński, Grzegorz Pilch (84’ → Andrij Hryszczenko), Krzysztof Sobieraj | Michał Chamera, Jan Cios, Sebastian Gorząd, Benjamin Imeh, Grzegorz Jakosz, Piotr Jawny, Łukasz Kowalski, Bartosz Ława (90’ → Radosław Bartoszewicz), Grzegorz Niciński, Grzegorz Pilch (84’ → Andrij Hryszczenko), Krzysztof Sobieraj |                          | Dickson Choto, Łukasz Fabiański, Bartosz Karwan, Tomasz Kiełbowicz, Marcin Klatt (72’ → Dawid Janczyk), Jacek Magiera (80’ → Dariusz Zjawiński), Tomasz Sokołowski II, Łukasz Surma, Wojciech Szala, Sebastian Szałachowski (58’ → Marcin Smoliński), Piotr Włodarczyk | Dickson Choto, Łukasz Fabiański, Bartosz Karwan, Tomasz Kiełbowicz, Marcin Klatt (72’ → Dawid Janczyk), Jacek Magiera (80’ → Dariusz Zjawiński), Tomasz Sokołowski II, Łukasz Surma, Wojciech Szala, Sebastian Szałachowski (58’ → Marcin Smoliński), Piotr Włodarczyk |
| 26 lipca 2005, wtorek | |                          | | |
| | GKS Bełchatów | 0:0                      | Górnik Zabrze | |
| Radulović, Garguła | Radulović, Garguła |                          | Siedlarz, Król | Siedlarz, Król |
| Krzysztof Pilarz 85' | |                          | | |
| | |                          | | |
| | Lech Poznań | 1:2                      | Polonia Warszawa | |
| Zbigniew Zakrzewski 76' | Zbigniew Zakrzewski 76' |                          | Dariusz Dźwigała 25', Ensar Arifović 73' | Dariusz Dźwigała 25', Ensar Arifović 73' |
| Marciniak, Zakrzewski | Marciniak, Zakrzewski |                          | Paulewicz, Cichon, Bąk | Paulewicz, Cichon, Bąk |
| | |                          | | |
| | Korona Kielce | 0:0                      | Cracovia | |
| Szyndrowski | Szyndrowski |                          | Baster, Świstak, Wacek, Bojarski | Baster, Świstak, Wacek, Bojarski |
| | |                          | Marek Baster 64' | |
| | |                          | | |
| | Pogoń Szczecin | 2:0                      | Wisła Płock | |
| Roberto Claudio Milar 10', Edi Andradina 38' | |                          | | |
| Bugaj, Grzelak | Bugaj, Grzelak |                          | Żivković, Jikija | Żivković, Jikija |
| | |                          | | |
| | Odra Wodzisław | 0:0                      | Zagłębie Lubin | |
| Zganiacz, Korzym | Zganiacz, Korzym |                          | Kłos, Alunderis, Czap, Strąk | Kłos, Alunderis, Czap, Strąk |
| | |                          | | |
| | Górnik Łęczna | 1:1                      | Wisła Kraków | |
| Andrzej Kubica 33' | Andrzej Kubica 33' |                          | Kalu Uche 72' | Kalu Uche 72' |
| Šiklić, Kubica, Wędzyński | Šiklić, Kubica, Wędzyński |                          | Gołoś, Sobolewski | Gołoś, Sobolewski |
| Ronald Šiklić 82' | Ronald Šiklić 82' |                          | Radosław Sobolewski 86' | Radosław Sobolewski 86' |
| | |                          | | |
| 27 lipca 2005, środa | |                          | | |
| | Dyskobolia Grodzisk | 2:2                      | Amica Wronki | |
| Michał Goliński 55', Dušan Sninský 61' | Michał Goliński 55', Dušan Sninský 61' |                          | Zbigniew Grzybowski 48', Jacek Dembiński 83' | Zbigniew Grzybowski 48', Jacek Dembiński 83' |
| Grzybowski | Grzybowski |                          | Dziewicki | Dziewicki |
| | |                          | | |

### 2 kolejka
| 29 lipca 2005, piątek                        | 29 lipca 2005, piątek    | 29 lipca 2005, piątek |                                       |                                       |
| -------------------------------------------- | ------------------------ | --------------------- | ------------------------------------- | ------------------------------------- |
|                                              | Lech Poznań              | 1:1                   | Arka Gdynia                           |                                       |
| Krzysztof Gajtkowski 42'                     | Krzysztof Gajtkowski 42' |                       | Andrij Hryszczenko 67'                | Andrij Hryszczenko 67'                |
| Zakrzewski, Scherfchen                       | Zakrzewski, Scherfchen   |                       | Cios                                  | Cios                                  |
|                                              |                          |                       |                                       |                                       |
| 30 lipca 2005, sobota                        |                          |                       |                                       |                                       |
|                                              | Korona Kielce            | 0:1                   | Odra Wodzisław                        |                                       |
|                                              |                          |                       | Marek Szyndrowski 68' (sam.)          |                                       |
|                                              |                          |                       |                                       |                                       |
|                                              | Górnik Zabrze            | 0:0                   | Dyskobolia Grodzisk                   |                                       |
| Król, Stoimenow                              | Król, Stoimenow          |                       | Kumbev, Piechniak, Sokołowski, Sablik | Kumbev, Piechniak, Sokołowski, Sablik |
|                                              |                          |                       |                                       |                                       |
|                                              | Zagłębie Lubin           | 1:1                   | Pogoń Szczecin                        |                                       |
| Maciej Iwański 6'                            | Maciej Iwański 6'        |                       | Roberto Claudio Milar 90'             | Roberto Claudio Milar 90'             |
| Bartczak                                     | Bartczak                 |                       | Milar, Michalski                      | Milar, Michalski                      |
|                                              |                          |                       |                                       |                                       |
|                                              | Polonia Warszawa         | 0:1                   | Wisła Płock                           |                                       |
|                                              |                          |                       | Ireneusz Jeleń 15'                    |                                       |
| Jarczyk, Arifović                            | Jarczyk, Arifović        |                       | Colaković                             | Colaković                             |
|                                              |                          |                       |                                       |                                       |
|                                              | Wisła Kraków             | 3:0                   | GKS Bełchatów                         |                                       |
| Paweł Brożek 30', 74', Tomasz Frankowski 40' |                          |                       |                                       |                                       |
|                                              |                          |                       | uczywek, Dziedzic, Ujek               |                                       |
|                                              |                          |                       |                                       |                                       |
|                                              | Górnik Łęczna            | 0:0                   | Legia Warszawa                        |                                       |
|                                              |                          |                       |                                       |                                       |
| 31 lipca 2005, niedziela                     |                          |                       |                                       |                                       |
|                                              | Cracovia                 | 1:0                   | Amica Wronki                          |                                       |
| Paweł Nowak 45+1'                            |                          |                       |                                       |                                       |
| Karwan, Świstak                              | Karwan, Świstak          |                       | Wasilewski, Bieniuk                   | Wasilewski, Bieniuk                   |
|                                              |                          |                       | Wasilewski 41'                        |                                       |
|                                              |                          |                       |                                       |                                       |

### 3 kolejka
| 5 sierpnia 2005, piątek                                              | 5 sierpnia 2005, piątek                                              | 5 sierpnia 2005, piątek |                                                                                         |                                                                          |
| -------------------------------------------------------------------- | -------------------------------------------------------------------- | ----------------------- | --------------------------------------------------------------------------------------- | ------------------------------------------------------------------------ |
|                                                                      | GKS Bełchatów                                                        | 0:3                     | Legia Warszawa                                                                          |                                                                          |
|                                                                      |                                                                      |                         | Marcin Klatt 62’, 66’, 70’                                                              |                                                                          |
|                                                                      |                                                                      |                         |                                                                                         |                                                                          |
|                                                                      | Dyskobolia Grodzisk                                                  | 2:4                     | Wisła Kraków                                                                            |                                                                          |
| Bartosz Ślusarski 15’, Pancze Ḱumbew 58’                             | Bartosz Ślusarski 15’, Pancze Ḱumbew 58’                             |                         | Paweł Brożek 38’, Tomasz Frankowski 73’, 79’, Marek Zieńczuk 83’ (karny)                | Paweł Brożek 38’, Tomasz Frankowski 73’, 79’, Marek Zieńczuk 83’ (karny) |
| Ḱumbew, Ślusarski, Lazarevski                                        | Ḱumbew, Ślusarski, Lazarevski                                        |                         | Kłos                                                                                    | Kłos                                                                     |
|                                                                      |                                                                      |                         |                                                                                         |                                                                          |
| 6 sierpnia 2005, sobota                                              |                                                                      |                         |                                                                                         |                                                                          |
|                                                                      | Odra Wodzisław                                                       | 0:4                     | Amica Wronki                                                                            |                                                                          |
|                                                                      |                                                                      |                         | Marcin Wasilewski 32’, Paweł Kryszałowicz 51’, Jacek Dembiński 70’, Filip Burkhardt 90’ |                                                                          |
|                                                                      |                                                                      |                         | Kikut, Wasilewski                                                                       |                                                                          |
|                                                                      |                                                                      |                         |                                                                                         |                                                                          |
|                                                                      | Polonia Warszawa                                                     | 1:1                     | Zagłębie Lubin                                                                          |                                                                          |
| Ensar Arifović 62‘                                                   | Ensar Arifović 62‘                                                   |                         | Maciej Iwański 83’                                                                      | Maciej Iwański 83’                                                       |
| Markowski, Moryc, Stokowiec                                          | Markowski, Moryc, Stokowiec                                          |                         | Plizga, Kristić, Piszczek                                                               | Plizga, Kristić, Piszczek                                                |
|                                                                      |                                                                      |                         | Vidas Alunderis 12'                                                                     |                                                                          |
|                                                                      |                                                                      |                         |                                                                                         |                                                                          |
|                                                                      | Lech Poznań                                                          | 3:2                     | Wisła Płock                                                                             |                                                                          |
| Krzysztof Gajtkowski 41’, Zbigniew Zakrzewski 72’, Piotr Reiss 83’   | Krzysztof Gajtkowski 41’, Zbigniew Zakrzewski 72’, Piotr Reiss 83’   |                         | Dariusz Gęsior 54’, Wahan Geworgian 79’                                                 | Dariusz Gęsior 54’, Wahan Geworgian 79’                                  |
| Wójcik, Telichowski, Świerczewski, Scherfchen                        | Wójcik, Telichowski, Świerczewski, Scherfchen                        |                         | Żivković, Colaković, Gęsior, Rachwał, Kazimierczak                                      | Żivković, Colaković, Gęsior, Rachwał, Kazimierczak                       |
|                                                                      |                                                                      |                         |                                                                                         |                                                                          |
|                                                                      | Arka Gdynia                                                          | 1:1                     | Górnik Łęczna                                                                           |                                                                          |
| Grzegorz Niciński 55’                                                | Grzegorz Niciński 55’                                                |                         | Grzegorz Bronowicki 35’                                                                 | Grzegorz Bronowicki 35’                                                  |
| Jakosz, Majda, Patalan                                               | Jakosz, Majda, Patalan                                               |                         | Jurkowski, Pawelec, Andruszczak                                                         | Jurkowski, Pawelec, Andruszczak                                          |
|                                                                      |                                                                      |                         |                                                                                         |                                                                          |
|                                                                      | Górnik Zabrze                                                        | 3:0                     | Cracovia                                                                                |                                                                          |
| Rafał Andraszak 15’, João Paulo 25’, Krzysztof Bukalski 90’          |                                                                      |                         |                                                                                         |                                                                          |
| Radler, Juszkiewicz, Prasnal, Andraszak                              | Radler, Juszkiewicz, Prasnal, Andraszak                              |                         | Karwan                                                                                  | Karwan                                                                   |
|                                                                      |                                                                      |                         |                                                                                         |                                                                          |
| 7 sierpnia 2005, niedziela                                           |                                                                      |                         |                                                                                         |                                                                          |
|                                                                      | Pogoń Szczecin                                                       | 4:2                     | Korona Kielce                                                                           |                                                                          |
| Edi Andradina 8’, 68’, Francois Endene Elokan 51’, Piotr Celeban 85’ | Edi Andradina 8’, 68’, Francois Endene Elokan 51’, Piotr Celeban 85’ |                         | Paweł Golański 39’, Grzegorz Bonin 58’                                                  | Paweł Golański 39’, Grzegorz Bonin 58’                                   |
| Łabędzki, Milar, Celeban, Elokan                                     | Łabędzki, Milar, Celeban, Elokan                                     |                         | Hermes Soares, Hernani Da Rosa                                                          | Hermes Soares, Hernani Da Rosa                                           |
|                                                                      |                                                                      |                         | Hernani da Rosa 66'                                                                     |                                                                          |
|                                                                      |                                                                      |                         |                                                                                         |                                                                          |

### 4 kolejka
| 20 sierpnia 2005, sobota | 20 sierpnia 2005, sobota | 20 sierpnia 2005, sobota | | |
| --- | --- | ------------------------ | --- | --- |
| | Zagłębie Lubin | 4:5                      | Lech Poznań | |
| Michał Chałbiński 4’, 26’, Matija Kristić 7’, Maciej Iwański 89’ | Michał Chałbiński 4’, 26’, Matija Kristić 7’, Maciej Iwański 89’ |                          | Zbigniew Zakrzewski 20’, Piotr Reiss 38’, 68’ (karny), 80’, Krzysztof Gajtkowski 6’ | Zbigniew Zakrzewski 20’, Piotr Reiss 38’, 68’ (karny), 80’, Krzysztof Gajtkowski 6’ |
| Kłos, Piszczek | Kłos, Piszczek |                          | Mowlik, Sasin, Zakrzewski, Gajtkowski | Mowlik, Sasin, Zakrzewski, Gajtkowski |
| Chaves 90’ | Chaves 90’ |                          | Gajtkowski 90’ | Gajtkowski 90’ |
| | |                          | | |
| | Korona Kielce | 3:2                      | Polonia Warszawa | |
| Grzegorz Piechna 4’, 44’, 83’ (karny) | Grzegorz Piechna 4’, 44’, 83’ (karny) |                          | Igor Gołaszewski 55’, Wojciech Szymanek 78’ | Igor Gołaszewski 55’, Wojciech Szymanek 78’ |
| Cichoń, Szewczuk | Cichoń, Szewczuk |                          | Szymanek, Nykiel, Paulewicz, Gołaszewski, Stokowiec | Szymanek, Nykiel, Paulewicz, Gołaszewski, Stokowiec |
| | |                          | | |
| | Górnik Zabrze | 1:1                      | Odra Wodzisław | |
| João Paulo 58’ | João Paulo 58’ |                          | Łukasz Juszkiewicz 11’ (s) | Łukasz Juszkiewicz 11’ (s) |
| Siedlarz | Siedlarz |                          | Dymkowski, Muszalik, Masłowski | Dymkowski, Muszalik, Masłowski |
| | |                          | Muszalik 90’ | |
| | |                          | | |
| | Legia Warszawa | 0:2                      | Dyskobolia Grodzisk | |
| | |                          | Mićo Vranješ 28’, Bartosz Ślusarski 85’ | |
| | |                          | Rocki, Sedlacek | |
| | |                          | | |
| | Górnik Łęczna | 0:2                      | GKS Bełchatów | |
| | |                          | Edward Cecot 23’, Janusz Dziedzic 90’ (karny) | |
| Pawelec, Andruszczak | Pawelec, Andruszczak |                          | Chifon, Górski, Kmiecik, Janković | Chifon, Górski, Kmiecik, Janković |
| 78 min. – Pawelec 78’, Bledzewski 90’ | 78 min. – Pawelec 78’, Bledzewski 90’ |                          | Janković 74’ | Janković 74’ |
| | |                          | | |
| | Wisła Płock | 1:1                      | Arka Gdynia | |
| Predrag Vujović 19’ | Predrag Vujović 19’ |                          | Grzegorz Jakosz 27’ | Grzegorz Jakosz 27’ |
| Peković, Peszko | Peković, Peszko |                          | Sobieraj, Jawny, Kowalski | Sobieraj, Jawny, Kowalski |
| | |                          | Kowalski 76’ | |
| | |                          | | |
| 21 sierpnia 2005, niedziela | |                          | | |
| | Amica Wronki | 4:1                      | Pogoń Szczecin | |
| Paweł Kryszałowicz 45’, Marcin Kikut 47’, Jacek Dembiński 70’ (karny), Ilijan Micanski 89’ | Paweł Kryszałowicz 45’, Marcin Kikut 47’, Jacek Dembiński 70’ (karny), Ilijan Micanski 89’ |                          | Łukasz Trałka 64’ | Łukasz Trałka 64’ |
| Murawski, Micanski, Dziewicki | Murawski, Micanski, Dziewicki |                          | Grzelak, Magdoń, Tavares, Divecký, Michalski, Julcimar | Grzelak, Magdoń, Tavares, Divecký, Michalski, Julcimar |
| | |                          | | |
| 22 listopada 2005, wtorek | |                          | | |
| godz.: 18:30, sędzia: Krzysztof Słupik, widzów 13 tys. | |                          | | |
| | Wisła Kraków | 3:0                      | Cracovia | |
| Maciej Stolarczyk 38', Marcin Kuźba 48', Dariusz Dudka 59' | |                          | | |
| Dariusz Dudka, Radosław Sobolewski, Mauro Cantoro | Dariusz Dudka, Radosław Sobolewski, Mauro Cantoro |                          | Krzysztof Radwański, Arkadiusz Baran, Tomasz Wacek | Krzysztof Radwański, Arkadiusz Baran, Tomasz Wacek |
| Radosław Majdan, Marcin Baszczyński, Maciej Stolarczyk, Tomasz Kłos, Jakub Błaszczykowski, Piotr Brożek (76' → Paulista), Radosław Sobolewski, Mauro Cantoro (68' → Baretto, Marcin Kuźba, Paweł Brożek (82' → Kryszałowicz), Dariusz Dudka | Radosław Majdan, Marcin Baszczyński, Maciej Stolarczyk, Tomasz Kłos, Jakub Błaszczykowski, Piotr Brożek (76' → Paulista), Radosław Sobolewski, Mauro Cantoro (68' → Baretto, Marcin Kuźba, Paweł Brożek (82' → Kryszałowicz), Dariusz Dudka |                          | Marcin Cabaj, Dariusz Pawlusiński (57' → Nowak), Krzysztof Radwański, Łukasz Skrzyński, Michał Karwan, Tomasz Wacek, Arkadiusz Baran, Piotr Giza, Marcin Bojarski, Tomasz Moskała (80' → Heidemann), Piotr Bania (60' → Szczoczarz) | Marcin Cabaj, Dariusz Pawlusiński (57' → Nowak), Krzysztof Radwański, Łukasz Skrzyński, Michał Karwan, Tomasz Wacek, Arkadiusz Baran, Piotr Giza, Marcin Bojarski, Tomasz Moskała (80' → Heidemann), Piotr Bania (60' → Szczoczarz) |

### 5 kolejka
| 26 sierpnia 2005, piątek                               | 26 sierpnia 2005, piątek                               | 26 sierpnia 2005, piątek |                                           |                                           |
| ------------------------------------------------------ | ------------------------------------------------------ | ------------------------ | ----------------------------------------- | ----------------------------------------- |
|                                                        | Lech Poznań                                            | 0:0                      | Korona Kielce                             |                                           |
| Zakrzewski, Anderson, Gajtkowski                       | Zakrzewski, Anderson, Gajtkowski                       |                          | Cichoń, Załuska                           | Cichoń, Załuska                           |
|                                                        |                                                        |                          |                                           |                                           |
| 27 sierpnia 2005, sobota                               |                                                        |                          |                                           |                                           |
|                                                        | GKS Bełchatów                                          | 1:1                      | Arka Gdynia                               |                                           |
| Radosław Matusiak 34’ (karny)                          | Radosław Matusiak 34’ (karny)                          |                          | Andrij Hryszczenko 79’                    | Andrij Hryszczenko 79’                    |
| Cecot, Froehlich                                       | Cecot, Froehlich                                       |                          | Chamera, Jakosz, Niciński                 | Chamera, Jakosz, Niciński                 |
|                                                        |                                                        |                          |                                           |                                           |
|                                                        | Odra Wodzisław                                         | 1:1                      | Wisła Kraków                              |                                           |
| Łukasz Masłowski 56’                                   | Łukasz Masłowski 56’                                   |                          | Tomasz Frankowski 90’                     | Tomasz Frankowski 90’                     |
| Krysiński, Malinowski, Masłowski, Drzymont, Woś        |                                                        |                          |                                           |                                           |
|                                                        |                                                        |                          |                                           |                                           |
|                                                        | Pogoń Szczecin                                         | 1:1                      | Górnik Zabrze                             |                                           |
| Edi Andradina 33’                                      | Edi Andradina 33’                                      |                          | Arkadiusz Aleksander 24’                  | Arkadiusz Aleksander 24’                  |
| Milar, Bugaj                                           | Milar, Bugaj                                           |                          | Radler                                    | Radler                                    |
|                                                        |                                                        |                          |                                           |                                           |
|                                                        | Polonia Warszawa                                       | 0:0                      | Amica Wronki                              |                                           |
| Dźwigała, Szymanek, Gołaszewski, Stokowiec             | Dźwigała, Szymanek, Gołaszewski, Stokowiec             |                          | Bartczak                                  | Bartczak                                  |
|                                                        |                                                        |                          |                                           |                                           |
| 28 sierpnia 2005, niedziela                            |                                                        |                          |                                           |                                           |
|                                                        | Dyskobolia Grodzisk                                    | 1:1                      | Górnik Łęczna                             |                                           |
| Bartosz Ślusarski 34’                                  | Bartosz Ślusarski 34’                                  |                          | Grzegorz Wędzyński 71’                    | Grzegorz Wędzyński 71’                    |
| Kumbev                                                 | Kumbev                                                 |                          | Bronowicki, Kubica, Popiela               | Bronowicki, Kubica, Popiela               |
|                                                        |                                                        |                          |                                           |                                           |
|                                                        | Cracovia                                               | 1:1                      | Legia Warszawa                            |                                           |
| Paweł Nowak 30’                                        | Paweł Nowak 30’                                        |                          | Piotr Włodarczyk 66’                      | Piotr Włodarczyk 66’                      |
| Giza                                                   | Giza                                                   |                          | Rzeźniczak, Włodarczyk, Karwan, Ouattara  | Rzeźniczak, Włodarczyk, Karwan, Ouattara  |
|                                                        |                                                        |                          |                                           |                                           |
|                                                        | Wisła Płock                                            | 3:2                      | Zagłębie Lubin                            |                                           |
| Sead Zilić 23’, Dariusz Gęsior 54’, Ireneusz Jeleń 80’ | Sead Zilić 23’, Dariusz Gęsior 54’, Ireneusz Jeleń 80’ |                          | Maciej Iwański 27’, Michał Chałbiński 88’ | Maciej Iwański 27’, Michał Chałbiński 88’ |
| Żivković, Rachwał, Belada                              | Żivković, Rachwał, Belada                              |                          | Szczypkowski, Pokorný, Serra              | Szczypkowski, Pokorný, Serra              |
|                                                        |                                                        |                          |                                           |                                           |

### 6 kolejka
| 9 września 2005, piątek                          | 9 września 2005, piątek                          | 9 września 2005, piątek |                                                                            |                                                                            |
| ------------------------------------------------ | ------------------------------------------------ | ----------------------- | -------------------------------------------------------------------------- | -------------------------------------------------------------------------- |
|                                                  | GKS Bełchatów                                    | 2:2                     | Dyskobolia Grodzisk                                                        |                                                                            |
| Piotr Klepczarek 29’, Radim Sáblík 57’ (s)       | Piotr Klepczarek 29’, Radim Sáblík 57’ (s)       |                         | Rafał Lasocki 34’, Piotr Rocki 59’                                         | Rafał Lasocki 34’, Piotr Rocki 59’                                         |
| Fonfara                                          | Fonfara                                          |                         | Kumbev, Sabo                                                               | Kumbev, Sabo                                                               |
|                                                  |                                                  |                         |                                                                            |                                                                            |
| 10 września 2005, sobota                         |                                                  |                         |                                                                            |                                                                            |
|                                                  | Arka Gdynia                                      | 0:1                     | Zagłębie Lubin                                                             |                                                                            |
|                                                  |                                                  |                         | Petr Pokorný 41’                                                           |                                                                            |
| Niciński, Majda, Pilch, Jakosz                   | Niciński, Majda, Pilch, Jakosz                   |                         | Łobodziński, Jackiewicz, Bartczak                                          | Łobodziński, Jackiewicz, Bartczak                                          |
|                                                  |                                                  |                         |                                                                            |                                                                            |
|                                                  | Korona Kielce                                    | 2:3                     | Wisła Płock                                                                |                                                                            |
| Grzegorz Piechna 11’, Grzegorz Bonin 49’         | Grzegorz Piechna 11’, Grzegorz Bonin 49’         |                         | Ireneusz Jeleń 14’, Sead Zilić 39’, Žarko Belada 63’ (karny)               | Ireneusz Jeleń 14’, Sead Zilić 39’, Žarko Belada 63’ (karny)               |
| Szyndrowski, Rutka, Bilski, Cichoń               | Szyndrowski, Rutka, Bilski, Cichoń               |                         | Gęsior, Żivković, Rachwał, Romuzga, Peszko, Gubiec                         | Gęsior, Żivković, Rachwał, Romuzga, Peszko, Gubiec                         |
|                                                  |                                                  |                         | Peszko 90’                                                                 |                                                                            |
|                                                  |                                                  |                         |                                                                            |                                                                            |
|                                                  | Górnik Zabrze                                    | 2:1                     | Polonia Warszawa                                                           |                                                                            |
| Arkadiusz Aleksander 32’, Marcel Lička 76’       | Arkadiusz Aleksander 32’, Marcel Lička 76’       |                         | Krzysztof Bąk 49’                                                          | Krzysztof Bąk 49’                                                          |
| Radler, Siedlarz, Liczka                         | Radler, Siedlarz, Liczka                         |                         | Jarczyk, Swisher                                                           | Jarczyk, Swisher                                                           |
|                                                  |                                                  |                         |                                                                            |                                                                            |
|                                                  | Wisła Kraków                                     | 2:1                     | Pogoń Szczecin                                                             |                                                                            |
| Marek Zieńczuk 12’, 71’                          | Marek Zieńczuk 12’, 71’                          |                         | Edi Andradina 18’                                                          | Edi Andradina 18’                                                          |
| Zieńczuk, Kryszałowicz                           | Zieńczuk, Kryszałowicz                           |                         | Michalski, Magdoń                                                          | Michalski, Magdoń                                                          |
|                                                  |                                                  |                         |                                                                            |                                                                            |
|                                                  | Legia Warszawa                                   | 2:1                     | Odra Wodzisław                                                             |                                                                            |
| Piotr Włodarczyk 11’, Sebastian Szałachowski 90’ | Piotr Włodarczyk 11’, Sebastian Szałachowski 90’ |                         | Łukasz Masłowski 40’                                                       | Łukasz Masłowski 40’                                                       |
| Kiełbowicz, Szala, Rosłoń, Vuković               | Kiełbowicz, Szala, Rosłoń, Vuković               |                         | Szymiczek, Malinowski, Woś                                                 | Szymiczek, Malinowski, Woś                                                 |
|                                                  |                                                  |                         |                                                                            |                                                                            |
|                                                  | Górnik Łęczna                                    | 1:1                     | Cracovia                                                                   |                                                                            |
| Maciej Bykowski 45’                              | Maciej Bykowski 45’                              |                         | Tomasz Moskała 90’                                                         | Tomasz Moskała 90’                                                         |
| Jurkowski                                        | Jurkowski                                        |                         | Skrzyński, Nowak                                                           | Skrzyński, Nowak                                                           |
|                                                  |                                                  |                         |                                                                            |                                                                            |
| 11 września 2005, niedziela                      |                                                  |                         |                                                                            |                                                                            |
|                                                  | Amica Wronki                                     | 1:4                     | Lech Poznań                                                                |                                                                            |
| Ilijan Micanski 88’                              | Ilijan Micanski 88’                              |                         | Błażej Telichowski 24’, Krzysztof Gajtkowski 66’, 72’, Damian Nawrocik 90’ | Błażej Telichowski 24’, Krzysztof Gajtkowski 66’, 72’, Damian Nawrocik 90’ |
| Dziewicki, Wasilewski                            |                                                  |                         |                                                                            |                                                                            |
|                                                  |                                                  |                         |                                                                            |                                                                            |

### 7 kolejka
| 16 września 2005, piątek                                           | 16 września 2005, piątek                                           | 16 września 2005, piątek |                                                 |                                                 |
| ------------------------------------------------------------------ | ------------------------------------------------------------------ | ------------------------ | ----------------------------------------------- | ----------------------------------------------- |
|                                                                    | Pogoń Szczecin                                                     | 2:2                      | Legia Warszawa                                  |                                                 |
| Claudio Milar 61’, Przemysław Kaźmierczak 69’                      | Claudio Milar 61’, Przemysław Kaźmierczak 69’                      |                          | Paweł Magdoń 45 (s), Boris Peškovič 54 (s)      | Paweł Magdoń 45 (s), Boris Peškovič 54 (s)      |
| Julcimar, Tavares                                                  | Julcimar, Tavares                                                  |                          | Ouattara                                        | Ouattara                                        |
|                                                                    |                                                                    |                          |                                                 |                                                 |
| 17 września 2005, sobota                                           |                                                                    |                          |                                                 |                                                 |
|                                                                    | Cracovia                                                           | 2:1                      | GKS Bełchatów                                   |                                                 |
| Tomasz Wacek 75’, Arkadiusz Baran 78’                              | Tomasz Wacek 75’, Arkadiusz Baran 78’                              |                          | Janusz Dziedzic 45’                             | Janusz Dziedzic 45’                             |
| Nowak, Baran                                                       | Nowak, Baran                                                       |                          | Kuranty, Fonfara, Kmiecik                       | Kuranty, Fonfara, Kmiecik                       |
|                                                                    |                                                                    |                          |                                                 |                                                 |
|                                                                    | Odra Wodzisław                                                     | 0:0                      | Górnik Łęczna                                   |                                                 |
| Dymkowski                                                          | Dymkowski                                                          |                          | Šiklić, Wędzyński, Andruszczak                  | Šiklić, Wędzyński, Andruszczak                  |
|                                                                    |                                                                    |                          |                                                 |                                                 |
|                                                                    | Lech Poznań                                                        | 3:2                      | Górnik Zabrze                                   |                                                 |
| Piotr Reiss 17’, 50’ (karny), Piotr Świerczewski 55’               | Piotr Reiss 17’, 50’ (karny), Piotr Świerczewski 55’               |                          | Marcel Lička 64’, Krzysztof Bukalski 90’        | Marcel Lička 64’, Krzysztof Bukalski 90’        |
| Reiss, Świerczewski, Zakrzewski, Scherfchen, Topolski              | Reiss, Świerczewski, Zakrzewski, Scherfchen, Topolski              |                          | Stojmenow, Lech, Siedlarz                       | Stojmenow, Lech, Siedlarz                       |
| Anderson 20’                                                       |                                                                    |                          |                                                 |                                                 |
|                                                                    |                                                                    |                          |                                                 |                                                 |
|                                                                    | Wisła Płock                                                        | 0:1                      | Amica Wronki                                    |                                                 |
|                                                                    |                                                                    |                          | Ilijan Micanski 36’                             |                                                 |
| Jeleń                                                              | Jeleń                                                              |                          | Dziewicki, Bieniuk                              | Dziewicki, Bieniuk                              |
|                                                                    |                                                                    |                          |                                                 |                                                 |
|                                                                    | Zagłębie Lubin                                                     | 3:3                      | Korona Kielce                                   |                                                 |
| Michał Chałbiński 9’, Andrzej Szczypkowski 45’, Michał Stasiak 90’ | Michał Chałbiński 9’, Andrzej Szczypkowski 45’, Michał Stasiak 90’ |                          | Grzegorz Piechna 38’, 50’, Arkadiusz Bilski 42’ | Grzegorz Piechna 38’, 50’, Arkadiusz Bilski 42’ |
|                                                                    |                                                                    |                          | Szyndrowski, Cichoń, Kaczmarek, Piechna         |                                                 |
|                                                                    |                                                                    |                          |                                                 |                                                 |
| 18 września 2005, niedziela                                        |                                                                    |                          |                                                 |                                                 |
|                                                                    | Dyskobolia Grodzisk                                                | 2:1                      | Arka Gdynia                                     |                                                 |
| Piotr Rocki 17’, Bartosz Ślusarski 53’                             | Piotr Rocki 17’, Bartosz Ślusarski 53’                             |                          | Grzegorz Niciński 77’                           | Grzegorz Niciński 77’                           |
| Sninský, Rocki, Sokołowski, Vranješ                                | Sninský, Rocki, Sokołowski, Vranješ                                |                          | Kowalski, Majda, Jawny, Ława                    | Kowalski, Majda, Jawny, Ława                    |
|                                                                    |                                                                    |                          |                                                 |                                                 |
|                                                                    | Polonia Warszawa                                                   | 0:1                      | Wisła Kraków                                    |                                                 |
|                                                                    |                                                                    |                          | Marek Penksa 85’                                |                                                 |
| Moryc, Bąk                                                         | Moryc, Bąk                                                         |                          | Brożek, Majdan, Brożek                          | Brożek, Majdan, Brożek                          |
|                                                                    |                                                                    |                          |                                                 |                                                 |

### 8 kolejka
| 23 września 2005, piątek                                            | 23 września 2005, piątek                                            | 23 września 2005, piątek |                                                                      |                              |
| ------------------------------------------------------------------- | ------------------------------------------------------------------- | ------------------------ | -------------------------------------------------------------------- | ---------------------------- |
|                                                                     | Legia Warszawa                                                      | 1:0                      | Polonia Warszawa                                                     |                              |
| Piotr Włodarczyk 45 (karny)                                         |                                                                     |                          |                                                                      |                              |
| Szala, Rosłoń, Chmiest                                              | Szala, Rosłoń, Chmiest                                              |                          | Stokowiec                                                            | Stokowiec                    |
|                                                                     |                                                                     |                          |                                                                      |                              |
| 24 września 2005, sobota                                            |                                                                     |                          |                                                                      |                              |
|                                                                     | Arka Gdynia                                                         | 0:2                      | Korona Kielce                                                        |                              |
|                                                                     |                                                                     |                          | Marcin Nowacki 4’, Grzegorz Piechna 42’ (karny)                      |                              |
| Sobieraj, Niciński, Majda                                           | Sobieraj, Niciński, Majda                                           |                          | Szyndrowski, Rutka, Nowacki                                          | Szyndrowski, Rutka, Nowacki  |
|                                                                     |                                                                     |                          |                                                                      |                              |
|                                                                     | Górnik Zabrze                                                       | 4:0                      | Wisła Płock                                                          |                              |
| Arkadiusz Aleksander 53’, 55’, 70’, Daniel Radawiec 82’             |                                                                     |                          |                                                                      |                              |
|                                                                     |                                                                     |                          |                                                                      |                              |
|                                                                     | Wisła Kraków                                                        | 5:1                      | Lech Poznań                                                          |                              |
| Paweł Brożek 14’, 31’, 62’, Marek Zieńczuk 65’, Tomasz Iwan 87’ (s) | Paweł Brożek 14’, 31’, 62’, Marek Zieńczuk 65’, Tomasz Iwan 87’ (s) |                          | Krzysztof Gajtkowski 74’                                             | Krzysztof Gajtkowski 74’     |
| Sobolewski, Dudka                                                   | Sobolewski, Dudka                                                   |                          | Świerczewski, Mowlik                                                 | Świerczewski, Mowlik         |
|                                                                     |                                                                     |                          | Świerczewski 82’                                                     |                              |
|                                                                     |                                                                     |                          |                                                                      |                              |
|                                                                     | Górnik Łęczna                                                       | 0:1                      | Pogoń Szczecin                                                       |                              |
|                                                                     |                                                                     |                          | Edi Andradina 90’                                                    |                              |
| Bykowski, Kucharski, Wędzyński                                      | Bykowski, Kucharski, Wędzyński                                      |                          | Matlak, Milar, Julcimar, Edi                                         | Matlak, Milar, Julcimar, Edi |
|                                                                     |                                                                     |                          |                                                                      |                              |
|                                                                     | GKS Bełchatów                                                       | 0:3                      | Odra Wodzisław                                                       |                              |
|                                                                     |                                                                     |                          | Adam Czerkas 15’, Łukasz Masłowski 57’, Mariusz Zganiacz 77’ (karny) |                              |
| Banaszyński, Froehlich, Popek, Kuranty, Dziedzic                    | Banaszyński, Froehlich, Popek, Kuranty, Dziedzic                    |                          | Drzymont, Malinowski, Szary                                          | Drzymont, Malinowski, Szary  |
|                                                                     |                                                                     |                          |                                                                      |                              |
|                                                                     | Dyskobolia Grodzisk                                                 | 4:1                      | Cracovia                                                             |                              |
| Lumír Sedláček 4’, Bartosz Ślusarski 31’, 49’, Piotr Rocki 35’      | Lumír Sedláček 4’, Bartosz Ślusarski 31’, 49’, Piotr Rocki 35’      |                          | Tomasz Wacek 29’                                                     | Tomasz Wacek 29’             |
| Przyrowski, Rocki, Kumbew                                           | Przyrowski, Rocki, Kumbew                                           |                          | Cabaj                                                                | Cabaj                        |
|                                                                     |                                                                     |                          |                                                                      |                              |
| 25 września 2005, niedziela                                         |                                                                     |                          |                                                                      |                              |
|                                                                     | Amica Wronki                                                        | 3:1                      | Zagłębie Lubin                                                       |                              |
| Ilijan Micanski 17’, Zbigniew Grzybowski 30’, Filip Burkhardt 71’   | Ilijan Micanski 17’, Zbigniew Grzybowski 30’, Filip Burkhardt 71’   |                          | Michał Chałbiński 16’                                                | Michał Chałbiński 16’        |
| Grzybowski, Bartczak, Burkhardt                                     |                                                                     |                          |                                                                      |                              |
|                                                                     |                                                                     |                          |                                                                      |                              |

### 9 kolejka
| 30 września 2005, piątek                                                 | 30 września 2005, piątek                            | 30 września 2005, piątek |                                                                 |                                                 |
| ------------------------------------------------------------------------ | --------------------------------------------------- | ------------------------ | --------------------------------------------------------------- | ----------------------------------------------- |
|                                                                          | Lech Poznań                                         | 1:0                      | Legia Warszawa                                                  |                                                 |
| Tomasz Iwan 48’                                                          |                                                     |                          |                                                                 |                                                 |
| Iwan, Anderson, Gajtkowski, Telichowski, Scherfchen                      | Iwan, Anderson, Gajtkowski, Telichowski, Scherfchen |                          | Surma, Szala, Vuković                                           | Surma, Szala, Vuković                           |
|                                                                          |                                                     |                          | Burkhardt 51’                                                   |                                                 |
|                                                                          |                                                     |                          |                                                                 |                                                 |
| 1 października 2005, sobota                                              |                                                     |                          |                                                                 |                                                 |
|                                                                          | Cracovia                                            | 2:1                      | Arka Gdynia                                                     |                                                 |
| Piotr Bania 27’, Marcin Bojarski 38’                                     | Piotr Bania 27’, Marcin Bojarski 38’                |                          | Marek Kubisz 90’                                                | Marek Kubisz 90’                                |
| Baran                                                                    | Baran                                               |                          | Jakosz, Kościelniak                                             | Jakosz, Kościelniak                             |
|                                                                          |                                                     |                          |                                                                 |                                                 |
|                                                                          | Pogoń Szczecin                                      | 0:0                      | GKS Bełchatów                                                   |                                                 |
| Elokan, Divecký                                                          | Elokan, Divecký                                     |                          | Banaszyński, Fonfara, Kuranty, Garguła, Kmiecik                 | Banaszyński, Fonfara, Kuranty, Garguła, Kmiecik |
|                                                                          |                                                     |                          |                                                                 |                                                 |
|                                                                          | Polonia Warszawa                                    | 0:3                      | Górnik Łęczna                                                   |                                                 |
|                                                                          |                                                     |                          | Sławomir Nazaruk 3’, Artur Andruszczak 16’, Maciej Bykowski 89’ |                                                 |
| Moryc, Bąk                                                               | Moryc, Bąk                                          |                          | Bronowicki, Andruszczak                                         | Bronowicki, Andruszczak                         |
|                                                                          |                                                     |                          |                                                                 |                                                 |
|                                                                          | Zagłębie Lubin                                      | 3:0                      | Górnik Zabrze                                                   |                                                 |
| Łukasz Mierzejewski 15’, Wojciech Łobodziński 41’, Michał Chałbiński 55’ |                                                     |                          |                                                                 |                                                 |
| Mierzejewski, Szczypkowski                                               | Mierzejewski, Szczypkowski                          |                          | Lech, Siedlarz, Stojmenow, Król                                 | Lech, Siedlarz, Stojmenow, Król                 |
|                                                                          |                                                     |                          |                                                                 |                                                 |
|                                                                          | Korona Kielce                                       | 2:1                      | Amica Wronki                                                    |                                                 |
| Grzegorz Piechna 36’ (korona), 46’                                       | Grzegorz Piechna 36’ (korona), 46’                  |                          | Marcin Wasilewski 73’                                           | Marcin Wasilewski 73’                           |
| Grzegorzewski, Bilski, Kaczmarek, Piechna                                | Grzegorzewski, Bilski, Kaczmarek, Piechna           |                          | Bartczak, Dziewicki, Wasilewski                                 | Bartczak, Dziewicki, Wasilewski                 |
|                                                                          |                                                     |                          |                                                                 |                                                 |
| 2 października 2005, niedziela                                           |                                                     |                          |                                                                 |                                                 |
|                                                                          | Odra Wodzisław                                      | 1:0                      | Dyskobolia Grodzisk                                             |                                                 |
| Adam Czerkas 49’                                                         |                                                     |                          |                                                                 |                                                 |
| Dymkowski, Malinowski, Szary                                             | Dymkowski, Malinowski, Szary                        |                          | Vranješ, Sokołowski, Ḱumbev                                     | Vranješ, Sokołowski, Ḱumbev                     |
| Masłowski 66’                                                            |                                                     |                          |                                                                 |                                                 |
|                                                                          |                                                     |                          |                                                                 |                                                 |
|                                                                          | Wisła Płock                                         | 1:2                      | Wisła Kraków                                                    |                                                 |
| Krzysztof Kazimierczak 52’                                               | Krzysztof Kazimierczak 52’                          |                          | Marek Zieńczuk 38’ (karny), Marcin Kuźba 65’                    | Marek Zieńczuk 38’ (karny), Marcin Kuźba 65’    |
| Belada, Jeleń                                                            | Belada, Jeleń                                       |                          | Gołoś, Zieńczuk                                                 | Gołoś, Zieńczuk                                 |
|                                                                          |                                                     |                          |                                                                 |                                                 |

### 10 kolejka
| 14 października 2005, piątek                                | 14 października 2005, piątek                      | 14 października 2005, piątek |                                                                          |                                                                          |
| ----------------------------------------------------------- | ------------------------------------------------- | ---------------------------- | ------------------------------------------------------------------------ | ------------------------------------------------------------------------ |
|                                                             | Górnik Łęczna                                     | 0:0                          | Lech Poznań                                                              |                                                                          |
| Bykowski, Nikitović                                         | Bykowski, Nikitović                               |                              | Reiss, Topolski, Sasin, Kotorowski                                       | Reiss, Topolski, Sasin, Kotorowski                                       |
|                                                             |                                                   |                              |                                                                          |                                                                          |
| 15 października 2005, sobota                                |                                                   |                              |                                                                          |                                                                          |
|                                                             | Arka Gdynia                                       | 1:1                          | Amica Wronki                                                             |                                                                          |
| Sebastian Gorząd 57’                                        | Sebastian Gorząd 57’                              |                              | Jarosław Bieniuk 90’                                                     | Jarosław Bieniuk 90’                                                     |
|                                                             |                                                   |                              |                                                                          |                                                                          |
|                                                             | Górnik Zabrze                                     | 0:3                          | Korona Kielce                                                            |                                                                          |
|                                                             |                                                   |                              | Jakub Grzegorzewski 16’, Arkadiusz Bilski 42’, Grzegorz Piechna 67’      |                                                                          |
| Prasnal                                                     | Prasnal                                           |                              | Da Rosa, Kaczmarek, Kozubek                                              | Da Rosa, Kaczmarek, Kozubek                                              |
|                                                             |                                                   |                              |                                                                          |                                                                          |
|                                                             | Legia Warszawa                                    | 3:0                          | Wisła Płock                                                              |                                                                          |
| Veselin Đoković 38’, Marcin Klatt 59’, Piotr Włodarczyk 88’ |                                                   |                              |                                                                          |                                                                          |
|                                                             |                                                   |                              |                                                                          |                                                                          |
|                                                             | GKS Bełchatów                                     | 2:0                          | Polonia Warszawa                                                         |                                                                          |
| Janusz Dziedzic 61’, Radosław Matusiak 72‘                  |                                                   |                              |                                                                          |                                                                          |
| Froehlich, Fonfara                                          | Froehlich, Fonfara                                |                              | Szymanek                                                                 | Szymanek                                                                 |
|                                                             |                                                   |                              |                                                                          |                                                                          |
|                                                             | Dyskobolia Grodzisk                               | 1:3                          | Pogoń Szczecin                                                           |                                                                          |
| Piotr Rocki 79’                                             | Piotr Rocki 79’                                   |                              | Claudio Milar 10’, Rafał Grzelak 75’, François Herbert Endene Elokan 89’ | Claudio Milar 10’, Rafał Grzelak 75’, François Herbert Endene Elokan 89’ |
| Lasocki, Sninský, Rocki                                     | Lasocki, Sninský, Rocki                           |                              | Peškovič, Trałka, Elokan, Grzelak, Divecký, Bugaj                        | Peškovič, Trałka, Elokan, Grzelak, Divecký, Bugaj                        |
| Lasocki 73’                                                 | Lasocki 73’                                       |                              | Peškovič 52’                                                             | Peškovič 52’                                                             |
|                                                             |                                                   |                              |                                                                          |                                                                          |
|                                                             | Cracovia                                          | 1:0                          | Odra Wodzisław                                                           |                                                                          |
| Dariusz Pawlusiński 72’                                     |                                                   |                              |                                                                          |                                                                          |
| Baran, Cabaj                                                | Baran, Cabaj                                      |                              | Szary                                                                    | Szary                                                                    |
|                                                             |                                                   |                              |                                                                          |                                                                          |
| 16 października 2005, niedziela                             |                                                   |                              |                                                                          |                                                                          |
|                                                             | Zagłębie Lubin                                    | 2:1                          | Wisła Kraków                                                             |                                                                          |
| Michał Chałbiński 25’ (karny), David Kalousek 36’           | Michał Chałbiński 25’ (karny), David Kalousek 36’ |                              | Marek Zieńczuk 66’ (karny)                                               | Marek Zieńczuk 66’ (karny)                                               |
| Szczypkowski, Alunderis, Jackiewicz                         | Szczypkowski, Alunderis, Jackiewicz               |                              | Kowalczyk, Kuźba, Głowacki, Kłos, Gołoś, Barreto, Stolarczyk             | Kowalczyk, Kuźba, Głowacki, Kłos, Gołoś, Barreto, Stolarczyk             |
|                                                             |                                                   |                              |                                                                          |                                                                          |

### 11 kolejka
| 21 października 2005, piątek                              | 21 października 2005, piątek                              | 21 października 2005, piątek |                                                  |                                                  |
| --------------------------------------------------------- | --------------------------------------------------------- | ---------------------------- | ------------------------------------------------ | ------------------------------------------------ |
|                                                           | Pogoń Szczecin                                            | 1:2                          | Cracovia                                         |                                                  |
| Claudio Milar 68’                                         | Claudio Milar 68’                                         |                              | Piotr Giza 50’, Tomasz Moskała 90’               | Piotr Giza 50’, Tomasz Moskała 90’               |
| Matlak, Łabędzki, Grzelak                                 | Matlak, Łabędzki, Grzelak                                 |                              | Bojarski, Giza                                   | Bojarski, Giza                                   |
|                                                           |                                                           |                              |                                                  |                                                  |
| 22 października 2005, sobota                              |                                                           |                              |                                                  |                                                  |
|                                                           | Odra Wodzisław                                            | 1:2                          | Arka Gdynia                                      |                                                  |
| Maciej Korzym 79’                                         | Maciej Korzym 79’                                         |                              | Grzegorz Niciński 7’, Bartosz Ława 90’           | Grzegorz Niciński 7’, Bartosz Ława 90’           |
| Szary, Drzymont                                           | Szary, Drzymont                                           |                              | Kościelniak, Hryszczenko, Sobieraj, Majda, Ława  | Kościelniak, Hryszczenko, Sobieraj, Majda, Ława  |
|                                                           |                                                           |                              |                                                  |                                                  |
|                                                           | Lech Poznań                                               | 1:1                          | GKS Bełchatów                                    |                                                  |
| Krzysztof Gajtkowski 36’                                  | Krzysztof Gajtkowski 36’                                  |                              | Jacek Popek 25’                                  | Jacek Popek 25’                                  |
| Świerczewski, Scherfchen, Zakrzewski, Anderson            | Świerczewski, Scherfchen, Zakrzewski, Anderson            |                              | Dziedzic, Matusiak                               | Dziedzic, Matusiak                               |
|                                                           |                                                           |                              |                                                  |                                                  |
|                                                           | Wisła Płock                                               | 2:1                          | Górnik Łęczna                                    |                                                  |
| Sead Zilić 55’, 73’                                       | Sead Zilić 55’, 73’                                       |                              | Artur Andruszczak 25’                            | Artur Andruszczak 25’                            |
| Grizonić, Mierzejewski, Peszko, Belada                    | Grizonić, Mierzejewski, Peszko, Belada                    |                              | Andruszczak                                      | Andruszczak                                      |
|                                                           |                                                           |                              |                                                  |                                                  |
|                                                           | Zagłębie Lubin                                            | 0:1                          | Legia Warszawa                                   |                                                  |
|                                                           |                                                           |                              | Sebastian Szałachowski 25’                       |                                                  |
|                                                           |                                                           |                              | Rzeźniczak, Đoković, Szałachowski, Karwan        |                                                  |
|                                                           |                                                           |                              |                                                  |                                                  |
|                                                           | Amica Wronki                                              | 3:1                          | Górnik Zabrze                                    |                                                  |
| Karol Gregorek 32’, Marcin Kikut 60’, Ilijan Micanski 78’ | Karol Gregorek 32’, Marcin Kikut 60’, Ilijan Micanski 78’ |                              | Arkadiusz Aleksander 83’                         | Arkadiusz Aleksander 83’                         |
| Gregorek, Bąk                                             | Gregorek, Bąk                                             |                              | Felipe                                           | Felipe                                           |
|                                                           |                                                           |                              |                                                  |                                                  |
|                                                           | Dyskobolia Grodzisk                                       | 1:2                          | Polonia Warszawa                                 |                                                  |
| Adrian Sikora 15’                                         | Adrian Sikora 15’                                         |                              | Igor Gołaszewski 80’, Ensar Arifović 90’         | Igor Gołaszewski 80’, Ensar Arifović 90’         |
|                                                           |                                                           |                              | Igwe, Swisher, Łukasiewicz                       |                                                  |
|                                                           |                                                           |                              |                                                  |                                                  |
| 23 października 2005, niedziela                           |                                                           |                              |                                                  |                                                  |
|                                                           | Wisła Kraków                                              | 2:2                          | Korona Kielce                                    |                                                  |
| Paweł Brożek 8’, Marcin Kuźba 15’                         | Paweł Brożek 8’, Marcin Kuźba 15’                         |                              | Grzegorz Piechna 55’, 75’                        | Grzegorz Piechna 55’, 75’                        |
| Gołoś, Zieńczuk, Głowacki, Brożek                         | Gołoś, Zieńczuk, Głowacki, Brożek                         |                              | Bednarek, Golański, Hermes Soares, Rutka, Bilski | Bednarek, Golański, Hermes Soares, Rutka, Bilski |
|                                                           |                                                           |                              |                                                  |                                                  |

### 12 kolejka
| 28 października 2005, piątek                                    | 28 października 2005, piątek                          | 28 października 2005, piątek |                                                                  |                                                                  |
| --------------------------------------------------------------- | ----------------------------------------------------- | ---------------------------- | ---------------------------------------------------------------- | ---------------------------------------------------------------- |
|                                                                 | Dyskobolia Grodzisk                                   | 3:1                          | Lech Poznań                                                      |                                                                  |
| Radim Sáblík 23’, Adrian Sikora 35’, Marcin Zając 90’           | Radim Sáblík 23’, Adrian Sikora 35’, Marcin Zając 90’ |                              | Mariusz Mowlik 89’                                               | Mariusz Mowlik 89’                                               |
| Sablik, Bartkowiak                                              | Sablik, Bartkowiak                                    |                              | Topolski, Świerczewski                                           | Topolski, Świerczewski                                           |
|                                                                 |                                                       |                              |                                                                  |                                                                  |
| 29 października 2005, sobota                                    |                                                       |                              |                                                                  |                                                                  |
|                                                                 | Arka Gdynia                                           | 3:0                          | Górnik Zabrze                                                    |                                                                  |
| Krzysztof Majda 79’, Grzegorz Pilch 89’, Andrij Hryszczenko 90’ |                                                       |                              |                                                                  |                                                                  |
| Moskalewicz, Ulanowski, Kowalski                                | Moskalewicz, Ulanowski, Kowalski                      |                              | Wiśniewski, Bukalski                                             | Wiśniewski, Bukalski                                             |
|                                                                 |                                                       |                              |                                                                  |                                                                  |
|                                                                 | Legia Warszawa                                        | 1:0                          | Korona Kielce                                                    |                                                                  |
| Piotr Włodarczyk 77’                                            |                                                       |                              |                                                                  |                                                                  |
| Szala, Đoković, Ouattara, Janczyk                               |                                                       |                              |                                                                  |                                                                  |
|                                                                 |                                                       |                              |                                                                  |                                                                  |
|                                                                 | Górnik Łęczna                                         | 1:3                          | Zagłębie Lubin                                                   |                                                                  |
| Grzegorz Wędzyński 51’                                          | Grzegorz Wędzyński 51’                                |                              | Dawid Plizga 7’, Michał Chałbiński 12’, Wojciech Łobodziński 81’ | Dawid Plizga 7’, Michał Chałbiński 12’, Wojciech Łobodziński 81’ |
| Wędzyński                                                       | Wędzyński                                             |                              | Kalousek, Iwański                                                | Kalousek, Iwański                                                |
|                                                                 |                                                       |                              |                                                                  |                                                                  |
|                                                                 | GKS Bełchatów                                         | 3:0                          | Wisła Płock                                                      |                                                                  |
| Mariusz Ujek 1, Radosław Matusiak 54, 71                        |                                                       |                              |                                                                  |                                                                  |
| Klepczarek                                                      | Klepczarek                                            |                              | Żivković, Romuzga                                                | Żivković, Romuzga                                                |
|                                                                 |                                                       |                              |                                                                  |                                                                  |
|                                                                 | Groclin Grodzisk                                      | 3:1                          | Lech Poznań                                                      |                                                                  |
| Radim Sáblík 23’, Adrian Sikora 35’, Marcin Zając 90’           | Radim Sáblík 23’, Adrian Sikora 35’, Marcin Zając 90’ |                              | Mariusz Mowlik 89’                                               | Mariusz Mowlik 89’                                               |
| Sablik, Bartkowiak                                              | Sablik, Bartkowiak                                    |                              | Topolski, Świerczewski                                           | Topolski, Świerczewski                                           |
|                                                                 |                                                       |                              |                                                                  |                                                                  |
|                                                                 | Odra Wodzisław                                        | 1:0                          | Pogoń Szczecin                                                   |                                                                  |
| Adam Czerkas 63'                                                |                                                       |                              |                                                                  |                                                                  |
| Zganiacz                                                        | Zganiacz                                              |                              | Divecky, Łabędzki, Milar                                         | Divecky, Łabędzki, Milar                                         |
|                                                                 |                                                       |                              | Milar 90’                                                        |                                                                  |
|                                                                 |                                                       |                              |                                                                  |                                                                  |
| 30 października 2005, niedziela                                 |                                                       |                              |                                                                  |                                                                  |
|                                                                 | Wisła Kraków                                          | 0:0                          | Amica Wronki                                                     |                                                                  |
| Gołoś                                                           | Gołoś                                                 |                              | Bieniuk, Kikut, Wasilewski, Bąk                                  | Bieniuk, Kikut, Wasilewski, Bąk                                  |
|                                                                 |                                                       |                              |                                                                  |                                                                  |
|                                                                 |                                                       |                              |                                                                  |                                                                  |

### 13 kolejka
| 4 listopada 2005, piątek | 4 listopada 2005, piątek | 4 listopada 2005, piątek | | |
| --- | --- | ------------------------ | --- | --- |
| | Lech Poznań | 1:0                      | Cracovia | |
| Krzysztof Gajtkowski 69' | |                          | | |
| Maciej Scherfchen, Mariusz Mowlik, Piotr Reiss | Maciej Scherfchen, Mariusz Mowlik, Piotr Reiss |                          | Arkadiusz Baran | Arkadiusz Baran |
| Maciej Scherfchen 36' | |                          | | |
| Krzysztof Kotorowski, Marcin Kuś (78' → Marcin Wachowicz), Mariusz Mowlik, Anderson Santos Silva, David Topolski, Zbigniew Zakrzewski (85' → Damian Nawrocik), Piotr Świerczewski, Maciej Scherfchen, Paweł Sasin, Piotr Reiss, Krzysztof Gajtkowski (87' → Błażej Telichowski) | Krzysztof Kotorowski, Marcin Kuś (78' → Marcin Wachowicz), Mariusz Mowlik, Anderson Santos Silva, David Topolski, Zbigniew Zakrzewski (85' → Damian Nawrocik), Piotr Świerczewski, Maciej Scherfchen, Paweł Sasin, Piotr Reiss, Krzysztof Gajtkowski (87' → Błażej Telichowski) |                          | Piotr Bania (83’ → João Paulo), Arkadiusz Baran (79’ → Paweł Drumlak), Marcin Bojarski, Marcin Cabaj, Piotr Giza, Michał Karwan, Tomasz Moskała (79’ → Łukasz Szczoczarz), Dariusz Pawlusiński, Krzysztof Radwański, Łukasz Skrzyński, Tomasz Wacek                         | Piotr Bania (83’ → João Paulo), Arkadiusz Baran (79’ → Paweł Drumlak), Marcin Bojarski, Marcin Cabaj, Piotr Giza, Michał Karwan, Tomasz Moskała (79’ → Łukasz Szczoczarz), Dariusz Pawlusiński, Krzysztof Radwański, Łukasz Skrzyński, Tomasz Wacek                         |
| 5 listopada 2005, sobota | |                          | | |
| | Wisła Płock | 2:0                      | Dyskobolia Grodzisk | |
| Dariusz Gęsior 27', Mitar Peković 33' | |                          | | |
| Peković, Romuzga, Belada | Peković, Romuzga, Belada |                          | Sablik, Sninsky, Lazarevski, Rocki | Sablik, Sninsky, Lazarevski, Rocki |
| Jakub Wierzchowski, Nebojša Živković, Žarko Belada, Mitar Peković, Marko Grižonič, Dariusz Gęsior, Patryk Rachwał, Sławomir Peszko (90' → Tomasz Sajdak), Dariusz Romuzga, Predrag Vujović (82' → Adrian Mierzejewski), Ireneusz Jeleń (86' → Sead Zilić)                       | Jakub Wierzchowski, Nebojša Živković, Žarko Belada, Mitar Peković, Marko Grižonič, Dariusz Gęsior, Patryk Rachwał, Sławomir Peszko (90' → Tomasz Sajdak), Dariusz Romuzga, Predrag Vujović (82' → Adrian Mierzejewski), Ireneusz Jeleń (86' → Sead Zilić)                       |                          | Sebastian Przyrowski, Adrian Bartkowiak (42' → Andrej Porázik), Włade Łazarewski, Dušan Sninský, Piotr Piechniak, Tibor Szabó (51' → Marcin Radzewicz), Marek Sokołowski, Piotr Rocki, Radim Sáblík, Adrian Sikora (66' → Marcin Zając), Michał Goliński                    | Sebastian Przyrowski, Adrian Bartkowiak (42' → Andrej Porázik), Włade Łazarewski, Dušan Sninský, Piotr Piechniak, Tibor Szabó (51' → Marcin Radzewicz), Marek Sokołowski, Piotr Rocki, Radim Sáblík, Adrian Sikora (66' → Marcin Zając), Michał Goliński                    |
| | Zagłębie Lubin | 2:1                      | GKS Bełchatów | |
| Michał Stasiak 25', Michał Chałbiński 58' | Michał Stasiak 25', Michał Chałbiński 58' |                          | Ján Fröhlich 45' | Ján Fröhlich 45' |
| Michał Stasiak, Andrzej Szczypkowski, Michał Chałbiński | Michał Stasiak, Andrzej Szczypkowski, Michał Chałbiński |                          | Edward Cecot, Jacek Popek, Łukasz Garguła, Janusz Dziedzic | Edward Cecot, Jacek Popek, Łukasz Garguła, Janusz Dziedzic |
| | |                          | Janusz Dziedzic 77' | |
| Mariusz Liberda, David Kalousek, Petr Pokorný, Michał Stasiak, Robert Kłos, Dawid Plizga, Maciej Iwański, Dariusz Jackiewicz, Andrzej Szczypkowski, Wojciech Łobodziński, Michał Chałbiński (86' → Łukasz Piszczek)                                                             | Mariusz Liberda, David Kalousek, Petr Pokorný, Michał Stasiak, Robert Kłos, Dawid Plizga, Maciej Iwański, Dariusz Jackiewicz, Andrzej Szczypkowski, Wojciech Łobodziński, Michał Chałbiński (86' → Łukasz Piszczek)                                                             |                          | Jacek Banaszyński, Ján Fröhlich, Edward Cecot, Grzegorz Fonfara, Jacek Popek, Goran Janković (85' → Damian Szczęsny), Łukasz Garguła, Janusz Dziedzic, Piotr Klepczarek (70' → Robert Górski), Radosław Matusiak, Mariusz Ujek                                              | Jacek Banaszyński, Ján Fröhlich, Edward Cecot, Grzegorz Fonfara, Jacek Popek, Goran Janković (85' → Damian Szczęsny), Łukasz Garguła, Janusz Dziedzic, Piotr Klepczarek (70' → Robert Górski), Radosław Matusiak, Mariusz Ujek                                              |
| | Korona Kielce | 1:1                      | Górnik Łęczna | |
| Hermes Neves Soares 77' | Hermes Neves Soares 77' |                          | Maciej Bykowski 49' | Maciej Bykowski 49' |
| Hernani José da Rosa, Jakub Grzegorzewski | Hernani José da Rosa, Jakub Grzegorzewski |                          | Artur Bożyk, Maciej Bykowski, Piotr Bronowicki, Mariusz Pawelec, Ronald Šiklić | Artur Bożyk, Maciej Bykowski, Piotr Bronowicki, Mariusz Pawelec, Ronald Šiklić |
| | |                          | Sławomir Nazaruk 65' | |
| Łukasz Załuska, Paweł Golański, Hernani José da Rosa, Sławomir Rutka (46' → Marcin Kośmicki), Robert Bednarek, Grzegorz Bonin (37' → Dariusz Kozubek), Hermes Neves Soares, Arkadiusz Bilski (69' → Aleksander Kwiek), Marcin Kaczmarek, Grzegorz Piechna, Jakub Grzegorzewski  | Łukasz Załuska, Paweł Golański, Hernani José da Rosa, Sławomir Rutka (46' → Marcin Kośmicki), Robert Bednarek, Grzegorz Bonin (37' → Dariusz Kozubek), Hermes Neves Soares, Arkadiusz Bilski (69' → Aleksander Kwiek), Marcin Kaczmarek, Grzegorz Piechna, Jakub Grzegorzewski  |                          | Andrzej Bledzewski, Grzegorz Bronowicki, Bartosz Jurkowski, Artur Bożyk, Mariusz Pawelec, Veljko Nikitović, Tomasz Sokołowski I, Piotr Bronowicki (85' → Ronald Šiklić), Sławomir Nazaruk, Łukasz Madej (23' → Maciej Bykowski), Andrzej Kubica (90' → Remigiusz Jezierski) | Andrzej Bledzewski, Grzegorz Bronowicki, Bartosz Jurkowski, Artur Bożyk, Mariusz Pawelec, Veljko Nikitović, Tomasz Sokołowski I, Piotr Bronowicki (85' → Ronald Šiklić), Sławomir Nazaruk, Łukasz Madej (23' → Maciej Bykowski), Andrzej Kubica (90' → Remigiusz Jezierski) |
| | Amica Wronki | 0:2                      | Legia Warszawa | |
| | |                          | Marcin Burkhardt 18', Sebastian Szałachowski 53' | |
| Dziewicki | Dziewicki |                          | Bartosz Karwan, Moussa Ouattara | Bartosz Karwan, Moussa Ouattara |
| Radosław Cierzniak, Marcin Wasilewski, Piotr Dziewicki, Jarosław Bieniuk, Paweł Skrzypek, Zbigniew Grzybowski (60' → Mateusz Bartczak), Rafał Murawski (82' → Arkadiusz Bąk), Jaromír Šimr (74' → Karol Gregorek), Marcin Kikut, Ilijan Micanski, Jacek Dembiński               | Radosław Cierzniak, Marcin Wasilewski, Piotr Dziewicki, Jarosław Bieniuk, Paweł Skrzypek, Zbigniew Grzybowski (60' → Mateusz Bartczak), Rafał Murawski (82' → Arkadiusz Bąk), Jaromír Šimr (74' → Karol Gregorek), Marcin Kikut, Ilijan Micanski, Jacek Dembiński               |                          | Łukasz Fabiański, Veselin Đoković, Moussa Ouattara, Marcin Rosłoń, Tomasz Kiełbowicz, Sebastian Szałachowski (84' → Jakub Rzeźniczak), Łukasz Surma, Marcin Burkhardt (57' → Tomasz Sokołowski II), Bartosz Karwan, Dawid Janczyk (69' → Marcin Chmiest), Piotr Włodarczyk  | Łukasz Fabiański, Veselin Đoković, Moussa Ouattara, Marcin Rosłoń, Tomasz Kiełbowicz, Sebastian Szałachowski (84' → Jakub Rzeźniczak), Łukasz Surma, Marcin Burkhardt (57' → Tomasz Sokołowski II), Bartosz Karwan, Dawid Janczyk (69' → Marcin Chmiest), Piotr Włodarczyk  |
| | Górnik Zabrze | 0:1                      | Wisła Kraków | |
| | |                          | Radosław Sobolewski 40' | |
| Jacek Wiśniewski, Marcin Siedlarz, Kamil Król | Jacek Wiśniewski, Marcin Siedlarz, Kamil Król |                          | Marcin Baszczyński, Piotr Brożek | Marcin Baszczyński, Piotr Brożek |
| Piotr Lech, Błażej Radler, Artur Prokop, Jacek Wiśniewski, Filipe Félix, Grzegorz Goncerz (69' → Daniel Radawiec), Krzysztof Bukalski, Iwajło Stojmenow (75' → Tomasz Wójcik), Marcin Siedlarz, Kamil Król (80' → Marcin Dudziński), Arkadiusz Aleksander                       | Piotr Lech, Błażej Radler, Artur Prokop, Jacek Wiśniewski, Filipe Félix, Grzegorz Goncerz (69' → Daniel Radawiec), Krzysztof Bukalski, Iwajło Stojmenow (75' → Tomasz Wójcik), Marcin Siedlarz, Kamil Król (80' → Marcin Dudziński), Arkadiusz Aleksander                       |                          | Radosław Majdan, Marcin Baszczyński, Arkadiusz Głowacki, Tomasz Kłos, Dariusz Dudka, Marek Penksa (72' → Piotr Brożek), Jean Paulista (60' → André Barreto), Radosław Sobolewski, Marek Zieńczuk, Paweł Brożek (82' → Paweł Kryszałowicz), Marcin Kuźba                     | Radosław Majdan, Marcin Baszczyński, Arkadiusz Głowacki, Tomasz Kłos, Dariusz Dudka, Marek Penksa (72' → Piotr Brożek), Jean Paulista (60' → André Barreto), Radosław Sobolewski, Marek Zieńczuk, Paweł Brożek (82' → Paweł Kryszałowicz), Marcin Kuźba                     |
| 6 listopada 2005, niedziela | |                          | | |
| | Pogoń Szczecin | 0:0                      | Arka Gdynia | |
| Paweł Magdoń, Piotr Celeban | Paweł Magdoń, Piotr Celeban |                          | Norbert Witkowski, Radosław Bartoszewicz, Grzegorz Pilch, Krzysztof Sobieraj | Norbert Witkowski, Radosław Bartoszewicz, Grzegorz Pilch, Krzysztof Sobieraj |
| | |                          | Krzysztof Sobieraj 78' | |
| Boris Peškovič, Krzysztof Michalski, Julcimar da Souza, Paweł Magdoń, Łukasz Trałka (66' → Piotr Celeban), Luis Eduardo Tavares, Michał Łabędzki, Edi Andradina, François Endene Elokan (70' → Artur Bugaj), Rafał Grzelak, Roberto Claudio Milar                               | Boris Peškovič, Krzysztof Michalski, Julcimar da Souza, Paweł Magdoń, Łukasz Trałka (66' → Piotr Celeban), Luis Eduardo Tavares, Michał Łabędzki, Edi Andradina, François Endene Elokan (70' → Artur Bugaj), Rafał Grzelak, Roberto Claudio Milar                               |                          | Norbert Witkowski, Ireneusz Kościelniak, Piotr Jawny, Grzegorz Jakosz, Krzysztof Majda, Marcin Pudysiak, Krzysztof Sobieraj, Olgierd Moskalewicz (80' → Marek Kubisz), Radosław Bartoszewicz, Andrij Hryszczenko, Grzegorz Niciński (70' → Grzegorz Pilch)                  | Norbert Witkowski, Ireneusz Kościelniak, Piotr Jawny, Grzegorz Jakosz, Krzysztof Majda, Marcin Pudysiak, Krzysztof Sobieraj, Olgierd Moskalewicz (80' → Marek Kubisz), Radosław Bartoszewicz, Andrij Hryszczenko, Grzegorz Niciński (70' → Grzegorz Pilch)                  |
| 6 grudnia 2005, wtorek | |                          | | |
| godz.: 17:00, sędzia: Mariusz Podgórski, widzów 1 tys. | |                          | | |
| | Polonia Warszawa | 0:3                      | Odra Wodzisław | |
| | |                          | Maciej Korzym 46', Jan Woś 56', Łukasz Masłowski 75' | |
| Piotr Stokowiec | Piotr Stokowiec |                          | Marcin Drzymont, Marcin Malinowski, Mariusz Zganiacz, Łukasz Masłowski | Marcin Drzymont, Marcin Malinowski, Mariusz Zganiacz, Łukasz Masłowski |
| Paweł Kieszek, Luis Swisher, Sławomir Jarczyk, Kelvin Igwe, Piotr Stokowiec, Damian Seweryn (61' → Krzysztof Bąk), Dariusz Dźwigała (68' → Łukasz Piątek), Antoni Łukasiewicz (52' → Krzysztof Markowski), Igor Gołaszewski, Adam Cichon, Ensar Arifović                        | Paweł Kieszek, Luis Swisher, Sławomir Jarczyk, Kelvin Igwe, Piotr Stokowiec, Damian Seweryn (61' → Krzysztof Bąk), Dariusz Dźwigała (68' → Łukasz Piątek), Antoni Łukasiewicz (52' → Krzysztof Markowski), Igor Gołaszewski, Adam Cichon, Ensar Arifović                        |                          | Mariusz Pawełek, Piotr Szymiczek, Marcin Drzymont, Marcin Dymkowski, Sławomir Szary, Wojciech Grzyb, Mariusz Zganiacz (83' → Mariusz Muszalik), Marcin Malinowski, Łukasz Masłowski, Maciej Korzym (77' → Sylwester Czereszewski), Jan Woś (89' → Ireneusz Kowalski)        | Mariusz Pawełek, Piotr Szymiczek, Marcin Drzymont, Marcin Dymkowski, Sławomir Szary, Wojciech Grzyb, Mariusz Zganiacz (83' → Mariusz Muszalik), Marcin Malinowski, Łukasz Masłowski, Maciej Korzym (77' → Sylwester Czereszewski), Jan Woś (89' → Ireneusz Kowalski)        |

### 14 kolejka
| 18 listopada 2005, piątek | 18 listopada 2005, piątek | 18 listopada 2005, piątek | | |
| --- | --- | ------------------------- | --- | --- |
| godz.: 20:00, sędzia: Marek Ryżek, widzów 1 tys. | |                           | | |
| | Legia Warszawa | 3:2                       | Górnik Zabrze | |
| Dawid Janczyk 40', Piotr Włodarczyk 44' (karny), 45' | Dawid Janczyk 40', Piotr Włodarczyk 44' (karny), 45' |                           | Jacek Wiśniewski 76', Kamil Król 90' | Jacek Wiśniewski 76', Kamil Król 90' |
| Veselin Đoković, Bartosz Karwan | Veselin Đoković, Bartosz Karwan |                           | Marcin Siedlarz, Krzysztof Bukalski | Marcin Siedlarz, Krzysztof Bukalski |
| Łukasz Fabiański, Wojciech Szala, Marcin Rosłoń, Jacek Magiera, Tomasz Kiełbowicz, Sebastian Szałachowski (66' → Tomasz Sokołowski II), Veselin Đoković, Marcin Burkhardt (66' → Jakub Rzeźniczak), Bartosz Karwan, Dawid Janczyk (73' → Dariusz Zjawiński), Piotr Włodarczyk           | Łukasz Fabiański, Wojciech Szala, Marcin Rosłoń, Jacek Magiera, Tomasz Kiełbowicz, Sebastian Szałachowski (66' → Tomasz Sokołowski II), Veselin Đoković, Marcin Burkhardt (66' → Jakub Rzeźniczak), Bartosz Karwan, Dawid Janczyk (73' → Dariusz Zjawiński), Piotr Włodarczyk           |                           | Piotr Lech, Błażej Radler, Jacek Wiśniewski, Artur Prokop, Mariusz Magiera, Filipe Félix, Łukasz Juszkiewicz, Krzysztof Bukalski, Iwajło Stojmenow (62' → Kamil Król), Marcin Siedlarz (52' → Grzegorz Goncerz), Arkadiusz Aleksander                                          | Piotr Lech, Błażej Radler, Jacek Wiśniewski, Artur Prokop, Mariusz Magiera, Filipe Félix, Łukasz Juszkiewicz, Krzysztof Bukalski, Iwajło Stojmenow (62' → Kamil Król), Marcin Siedlarz (52' → Grzegorz Goncerz), Arkadiusz Aleksander                                          |
| 19 listopada 2005, sobota | |                           | | |
| godz.: 18:15, sędzia: Mirosław Ryszka, widzów: 10 tys. | |                           | | |
| | Arka Gdynia | 1:0                       | Wisła Kraków | |
| Grzegorz Pilch 76' | |                           | | |
| Olgierd Moskalewicz, Andrij Hryszczenko | Olgierd Moskalewicz, Andrij Hryszczenko |                           | Maciej Stolarczyk, Marcin Kuźba | Maciej Stolarczyk, Marcin Kuźba |
| Norbert Witkowski, Krzysztof Majda, Grzegorz Jakosz, Piotr Jawny, Łukasz Kowalski, Andrij Hryszczenko (73' → Radosław Wróblewski), Radosław Bartoszewicz (89' → Krzysztof Sobieraj), Olgierd Moskalewicz, Dariusz Ulanowski, Sebastian Gorząd, Grzegorz Niciński (70' → Grzegorz Pilch) | Norbert Witkowski, Krzysztof Majda, Grzegorz Jakosz, Piotr Jawny, Łukasz Kowalski, Andrij Hryszczenko (73' → Radosław Wróblewski), Radosław Bartoszewicz (89' → Krzysztof Sobieraj), Olgierd Moskalewicz, Dariusz Ulanowski, Sebastian Gorząd, Grzegorz Niciński (70' → Grzegorz Pilch) |                           | Radosław Majdan, Dariusz Dudka (82' → Piotr Brożek), Arkadiusz Głowacki (12' → Maciej Stolarczyk), Tomasz Kłos, Marcin Baszczyński, Marek Zieńczuk, Radosław Sobolewski, Mauro Cantoro, Jakub Błaszczykowski (73' → Marek Penksa), Paweł Brożek, Marcin Kuźba                  | Radosław Majdan, Dariusz Dudka (82' → Piotr Brożek), Arkadiusz Głowacki (12' → Maciej Stolarczyk), Tomasz Kłos, Marcin Baszczyński, Marek Zieńczuk, Radosław Sobolewski, Mauro Cantoro, Jakub Błaszczykowski (73' → Marek Penksa), Paweł Brożek, Marcin Kuźba                  |
| godz.: 18:00, sędzia: Grzegorz Gilewski, widzów: 3 tys. | |                           | | |
| | Górnik Łęczna | 1:0                       | Amica Wronki | |
| Andrzej Kubica 71' | |                           | | |
| Andrzej Bledzewski, Grzegorz Bronowicki, Bartosz Jurkowski, Artur Bożyk, Jarosław Popiela, Artur Andruszczak, Grzegorz Wędzyński (63' → Piotr Bronowicki), Veljko Nikitović, Tomasz Sokołowski I, Maciej Bykowski (90' → Rafał Kaczmarczyk), Andrzej Kubica (88' → Remigiusz Jezierski) | Andrzej Bledzewski, Grzegorz Bronowicki, Bartosz Jurkowski, Artur Bożyk, Jarosław Popiela, Artur Andruszczak, Grzegorz Wędzyński (63' → Piotr Bronowicki), Veljko Nikitović, Tomasz Sokołowski I, Maciej Bykowski (90' → Rafał Kaczmarczyk), Andrzej Kubica (88' → Remigiusz Jezierski) |                           | Radosław Cierzniak, Marcin Wasilewski, Piotr Dziewicki, Jarosław Bieniuk, Grzegorz Wojtkowiak (87' → Janusz Surdykowski), Marcin Kikut, Mateusz Bartczak, Jaromír Šimr, Rafał Murawski (74' → Zbigniew Grzybowski), Ilijan Micanski (64' → Karol Gregorek), Jacek Dembiński    | Radosław Cierzniak, Marcin Wasilewski, Piotr Dziewicki, Jarosław Bieniuk, Grzegorz Wojtkowiak (87' → Janusz Surdykowski), Marcin Kikut, Mateusz Bartczak, Jaromír Šimr, Rafał Murawski (74' → Zbigniew Grzybowski), Ilijan Micanski (64' → Karol Gregorek), Jacek Dembiński    |
| godz.: 18:00, sędzia: Tomasz Pacuda, widzów: 2,5 tys. | |                           | | |
| | GKS Bełchatów | 1:2                       | Korona Kielce | |
| Grzegorz Kmiecik 57' | Grzegorz Kmiecik 57' |                           | Grzegorz Piechna 30', Jakub Grzegorzewski 42' | Grzegorz Piechna 30', Jakub Grzegorzewski 42' |
| Edward Cecot, Mariusz Ujek, Goran Janković, Grzegorz Kmiecik | Edward Cecot, Mariusz Ujek, Goran Janković, Grzegorz Kmiecik |                           | Robert Bednarek, Robert Kolendowicz, Grzegorz Piechna, Aleksander Kwiek | Robert Bednarek, Robert Kolendowicz, Grzegorz Piechna, Aleksander Kwiek |
| | |                           | Robert Kolendowicz 80' | |
| Jacek Banaszyński, Grzegorz Fonfara, Ján Fröhlich (46' → Dariusz Pietrasiak), Edward Cecot, Rafał Berliński, Omar Joldic (31' → Sergiusz Wiechowski), Łukasz Garguła, Goran Janković (55' → Grzegorz Kmiecik), Jacek Kuranty, Mariusz Ujek, Radosław Matusiak                           | Jacek Banaszyński, Grzegorz Fonfara, Ján Fröhlich (46' → Dariusz Pietrasiak), Edward Cecot, Rafał Berliński, Omar Joldic (31' → Sergiusz Wiechowski), Łukasz Garguła, Goran Janković (55' → Grzegorz Kmiecik), Jacek Kuranty, Mariusz Ujek, Radosław Matusiak                           |                           | Łukasz Załuska, Paweł Golański, Soares Hermes, Sławomir Rutka, Robert Bednarek, Marcin Nowacki (19' → Robert Kolendowicz), Arkadiusz Bilski, Aleksander Kwiek (89' → Tomasz Szewczuk), Dariusz Kozubek – Grzegorz Piechna, Jakub Grzegorzewski (90' → Cezary Wilk)             | Łukasz Załuska, Paweł Golański, Soares Hermes, Sławomir Rutka, Robert Bednarek, Marcin Nowacki (19' → Robert Kolendowicz), Arkadiusz Bilski, Aleksander Kwiek (89' → Tomasz Szewczuk), Dariusz Kozubek – Grzegorz Piechna, Jakub Grzegorzewski (90' → Cezary Wilk)             |
| godz.: 18:00, sędzia: Paweł Gil, widzów: 4,5 tys. | |                           | | |
| | Cracovia | 3:1                       | Wisła Płock | |
| Tomasz Moskała 29', Piotr Bania 57', Łukasz Szczoczarz 89' | Tomasz Moskała 29', Piotr Bania 57', Łukasz Szczoczarz 89' |                           | Ireneusz Jeleń 81' | Ireneusz Jeleń 81' |
| | |                           | Dariusz Gęsior, Ireneusz Jeleń, Dariusz Romuzga | |
| Marcin Cabaj, Tomasz Wacek, Łukasz Skrzyński, Michał Karwan, Krzysztof Radwański, Marcin Bojarski, Piotr Giza, Paweł Nowak, Dariusz Pawlusiński, Piotr Bania (76' → Paweł Drumlak), Tomasz Moskała (82' → Łukasz Szczoczarz)                                                            | Marcin Cabaj, Tomasz Wacek, Łukasz Skrzyński, Michał Karwan, Krzysztof Radwański, Marcin Bojarski, Piotr Giza, Paweł Nowak, Dariusz Pawlusiński, Piotr Bania (76' → Paweł Drumlak), Tomasz Moskała (82' → Łukasz Szczoczarz)                                                            |                           | Jakub Wierzchowski, Nebojša Żivković, Dariusz Romuzga, Mitar Peković, Marko Grižonič, Sławomir Peszko (68' → Wahan Geworgian), Dariusz Gęsior, Krzysztof Kazimierczak, Adrian Mierzejewski (87' → Tomasz Sajdak), Predrag Vujović (63' → Sead Zilic), Ireneusz Jeleń           | Jakub Wierzchowski, Nebojša Żivković, Dariusz Romuzga, Mitar Peković, Marko Grižonič, Sławomir Peszko (68' → Wahan Geworgian), Dariusz Gęsior, Krzysztof Kazimierczak, Adrian Mierzejewski (87' → Tomasz Sajdak), Predrag Vujović (63' → Sead Zilic), Ireneusz Jeleń           |
| godz.: 18:00, sędzia: Jacek Granat, widzów: 1 tys. | |                           | | |
| | Odra Wodzisław | 2:1                       | Lech Poznań | |
| Adam Czerkas 20', 90' | Adam Czerkas 20', 90' |                           | Tomasz Iwan 77' | Tomasz Iwan 77' |
| Adam Czerkas | Adam Czerkas |                           | Krzysztof Kotorowski, Mariusz Mowlik, Anderson Santos Silva, Marcin Wachowicz, Krzysztof Gajtkowski | Krzysztof Kotorowski, Mariusz Mowlik, Anderson Santos Silva, Marcin Wachowicz, Krzysztof Gajtkowski |
| Mariusz Pawełek, Piotr Szymiczek, Marcin Drzymont, Marcin Dymkowski, Sławomir Szary, Wojciech Grzyb (79' → Maciej Korzym), Mariusz Zganiacz (65' → Ireneusz Kowalski), Marcin Malinowski, Łukasz Masłowski, Jan Woś, Adam Czerkas                                                       | Mariusz Pawełek, Piotr Szymiczek, Marcin Drzymont, Marcin Dymkowski, Sławomir Szary, Wojciech Grzyb (79' → Maciej Korzym), Mariusz Zganiacz (65' → Ireneusz Kowalski), Marcin Malinowski, Łukasz Masłowski, Jan Woś, Adam Czerkas                                                       |                           | Krzysztof Kotorowski, Paweł Sasin, Mariusz Mowlik, Anderson Santos Silva, Błażej Telichowski, Zbigniew Zakrzewski, Piotr Świerczewski (77' → Artur Marciniak), David Topolski (61' → Tomasz Iwan), Marcin Wachowicz (71' → Damian Nawrocik), Piotr Reiss, Krzysztof Gajtkowski | Krzysztof Kotorowski, Paweł Sasin, Mariusz Mowlik, Anderson Santos Silva, Błażej Telichowski, Zbigniew Zakrzewski, Piotr Świerczewski (77' → Artur Marciniak), David Topolski (61' → Tomasz Iwan), Marcin Wachowicz (71' → Damian Nawrocik), Piotr Reiss, Krzysztof Gajtkowski |
| godz.: 18:00, sędzia: Robert Małek, widzów: 5 tys. | |                           | | |
| | Pogoń Szczecin | 2:0                       | Polonia Warszawa | |
| Edi Andradina 17', 83' | |                           | | |
| Edi Andradina | Edi Andradina |                           | Igor Gołaszewski | Igor Gołaszewski |
| Boris Peškovič, Mineiro, Julcimar, Paweł Magdoń, Krzysztof Michalski, Łukasz Trałka (53' → Michał Łabędzki), Przemysław Kaźmierczak, Radek Divecký, Rafał Grzelak, Edi Andradina (89' → Piotr Celeban), Claudio Milar (60' → Endene Elokan)                                             | Boris Peškovič, Mineiro, Julcimar, Paweł Magdoń, Krzysztof Michalski, Łukasz Trałka (53' → Michał Łabędzki), Przemysław Kaźmierczak, Radek Divecký, Rafał Grzelak, Edi Andradina (89' → Piotr Celeban), Claudio Milar (60' → Endene Elokan)                                             |                           | Paweł Kieszek, Sławomir Jarczyk, Luis Swisher, Kelvin Igwe, Igor Gołaszewski, Adam Cichon (73' → Ensar Arifović), Dariusz Dźwigała, Krzysztof Markowski, Damian Seweryn (73' → Massimiliano Jezzi), Jacek Kosmalski, Grzegorz Król (85' → Antoni Łukasiewicz)                  | Paweł Kieszek, Sławomir Jarczyk, Luis Swisher, Kelvin Igwe, Igor Gołaszewski, Adam Cichon (73' → Ensar Arifović), Dariusz Dźwigała, Krzysztof Markowski, Damian Seweryn (73' → Massimiliano Jezzi), Jacek Kosmalski, Grzegorz Król (85' → Antoni Łukasiewicz)                  |
| 20 listopada 2005, niedziela | |                           | | |
| godz.: 17:00, sędzia: Tomasz Mikulski, widzów: 1 tys. | |                           | | |
| | Dyskobolia Grodzisk | 1:0                       | Zagłębie Lubin | |
| Piotr Piechniak 86' | |                           | | |
| Piotr Piechniak, Piotr Rocki, Mariusz Pawlak | Piotr Piechniak, Piotr Rocki, Mariusz Pawlak |                           | Michał Chałbiński | Michał Chałbiński |
| Sebastian Przyrowski, Piotr Piechniak, Dušan Sninský, Rafał Lasocki, Włade Łazarewski, Marek Sokołowski (63' → Marcin Zając), Mariusz Pawlak, Michał Goliński (78' → Lumir Sedláček), Marcin Radzewicz (55' → Tibor Szabó), Adrian Sikora, Piotr Rocki                                  | Sebastian Przyrowski, Piotr Piechniak, Dušan Sninský, Rafał Lasocki, Włade Łazarewski, Marek Sokołowski (63' → Marcin Zając), Mariusz Pawlak, Michał Goliński (78' → Lumir Sedláček), Marcin Radzewicz (55' → Tibor Szabó), Adrian Sikora, Piotr Rocki                                  |                           | Mariusz Liberda, Robert Kłos, Michał Stasiak, Petr Pokorný, David Kalousek, Wojciech Łobodziński, Grzegorz Bartczak (88' → Łukasz Piszczek), Maciej Iwański, Dariusz Jackiewicz, Łukasz Mierzejewski (81' → Dawid Plizga), Michał Chałbiński                                   | Mariusz Liberda, Robert Kłos, Michał Stasiak, Petr Pokorný, David Kalousek, Wojciech Łobodziński, Grzegorz Bartczak (88' → Łukasz Piszczek), Maciej Iwański, Dariusz Jackiewicz, Łukasz Mierzejewski (81' → Dawid Plizga), Michał Chałbiński                                   |

### 15 kolejka
| 25 listopada 2005, piątek | 25 listopada 2005, piątek | 25 listopada 2005, piątek | | |
| --- | --- | ------------------------- | --- | --- |
| godz.: 19:00, sędzia: Mirosław Ryszka, widzów 5 tys. | |                           | | |
| | Lech Poznań | 1:1                       | Pogoń Szczecin | |
| Tomasz Iwan 56' | Tomasz Iwan 56' |                           | Radek Divecký 62' | Radek Divecký 62' |
| Tomasz Iwan | Tomasz Iwan |                           | Łukasz Trałka, Mineiro, Krzysztof Michalski | Łukasz Trałka, Mineiro, Krzysztof Michalski |
| Krzysztof Kotorowski, Marcin Kuś (72' → Artur Marciniak), Anderson da Silva, Zbigniew Wójcik, Błażej Telichowski (54' → David Topolski), Damian Nawrocik, Tomasz Iwan, Maciej Scherfchen, Paweł Sasin (67' → Ba Samba), Krzysztof Gajtkowski, Piotr Reiss                 | Krzysztof Kotorowski, Marcin Kuś (72' → Artur Marciniak), Anderson da Silva, Zbigniew Wójcik, Błażej Telichowski (54' → David Topolski), Damian Nawrocik, Tomasz Iwan, Maciej Scherfchen, Paweł Sasin (67' → Ba Samba), Krzysztof Gajtkowski, Piotr Reiss                 |                           | Boris Peškovič, Paweł Magdoń, Julcimar, Krzysztof Michalski (77' → Claudio Milar), Grzegorz Matlak, Łukasz Trałka (46' → Endene Elokan), Edi Andradina (90' → Artur Bugaj), Mineiro, Michał Łabędzki, Rafał Grzelak, Radek Divecký.                                                   | Boris Peškovič, Paweł Magdoń, Julcimar, Krzysztof Michalski (77' → Claudio Milar), Grzegorz Matlak, Łukasz Trałka (46' → Endene Elokan), Edi Andradina (90' → Artur Bugaj), Mineiro, Michał Łabędzki, Rafał Grzelak, Radek Divecký.                                                   |
| 26 listopada 2005, sobota | |                           | | |
| godz.: 11:00, sędzia: Marek Mikołajewski, widzów 4,5 tys. | |                           | | |
| | Korona Kielce | 3:0                       | Dyskobolia Grodzisk | |
| Grzegorz Piechna 57', Arkadiusz Bilski 62', Anatolie Doroș 90' | |                           | | |
| Aleksander Kwiek, Anatolie Doroș | Aleksander Kwiek, Anatolie Doroș |                           | Piotr Piechniak, Marek Sokołowski | Piotr Piechniak, Marek Sokołowski |
| | |                           | Piotr Piechniak 81' | |
| Łukasz Załuska, Paweł Golański, Soares Hermes, Sławomir Rutka, Robert Bednarek, Arkadiusz Bilski, Marcin Kaczmarek (85' → Robert Kolendowicz), Aleksander Kwiek, Dariusz Kozubek, Grzegorz Piechna (87' → Anatolie Doroș), Jakub Grzegorzewski (51' → Tomasz Szewczuk)    | Łukasz Załuska, Paweł Golański, Soares Hermes, Sławomir Rutka, Robert Bednarek, Arkadiusz Bilski, Marcin Kaczmarek (85' → Robert Kolendowicz), Aleksander Kwiek, Dariusz Kozubek, Grzegorz Piechna (87' → Anatolie Doroș), Jakub Grzegorzewski (51' → Tomasz Szewczuk)    |                           | Sebastian Przyrowski, Piotr Piechniak, Dušan Sninský, Rafał Lasocki, Włade Łazarewski, Marek Sokołowski, Michał Goliński (59' → Tibor Szabó), Mariusz Pawlak (78' → Szymon Kaźmierowski), Lumir Sedláček (67' → Marcin Zając), Piotr Rocki, Adrian Sikora                             | Sebastian Przyrowski, Piotr Piechniak, Dušan Sninský, Rafał Lasocki, Włade Łazarewski, Marek Sokołowski, Michał Goliński (59' → Tibor Szabó), Mariusz Pawlak (78' → Szymon Kaźmierowski), Lumir Sedláček (67' → Marcin Zając), Piotr Rocki, Adrian Sikora                             |
| godz.: 18:00, sędzia: Zdzisław Bakaluk, widzów 2,5 tys. | |                           | | |
| | Polonia Warszawa | 0:0                       | Arka Gdynia | |
| Adam Cichon, Damian Seweryn | Adam Cichon, Damian Seweryn |                           | Olgierd Moskalewicz, Sebastian Gorząd | Olgierd Moskalewicz, Sebastian Gorząd |
| Paweł Kieszek, Jacek Moryc, Sławomir Jarczyk, Kelvin Igwe, Luis Swisher, Damian Seweryn, Dariusz Dźwigała (60' → Grzegorz Król), Antoni Łukasiewicz, Krzysztof Markowski (76' → Piotr Stokowiec), Adam Cichon (72' → Krzysztof Bąk), Jacek Kosmalski                      | Paweł Kieszek, Jacek Moryc, Sławomir Jarczyk, Kelvin Igwe, Luis Swisher, Damian Seweryn, Dariusz Dźwigała (60' → Grzegorz Król), Antoni Łukasiewicz, Krzysztof Markowski (76' → Piotr Stokowiec), Adam Cichon (72' → Krzysztof Bąk), Jacek Kosmalski                      |                           | Norbert Witkowski, Łukasz Kowalski, Piotr Jawny, Grzegorz Jakosz, Krzysztof Majda, Sebastian Gorząd, Dariusz Ulanowski (76' → Krzysztof Sobieraj), Radosław Bartoszewicz (82' → Marek Kubisz), Andrij Griszczenko, Grzegorz Niciński (72' → Grzegorz Pilch), Olgierd Moskalewicz      | Norbert Witkowski, Łukasz Kowalski, Piotr Jawny, Grzegorz Jakosz, Krzysztof Majda, Sebastian Gorząd, Dariusz Ulanowski (76' → Krzysztof Sobieraj), Radosław Bartoszewicz (82' → Marek Kubisz), Andrij Griszczenko, Grzegorz Niciński (72' → Grzegorz Pilch), Olgierd Moskalewicz      |
| godz.: 18:00, sędzia: Adam Kajzer, widzów 3,5 tys. | |                           | | |
| | Wisła Płock | 0:0                       | Odra Wodzisław | |
| Sławomir Peszko | Sławomir Peszko |                           | Wojciech Grzyb, Marcin Dymkowski | Wojciech Grzyb, Marcin Dymkowski |
| Jakub Wierzchowski, Nebojša Živković, Żarko Belada, Mitar Peković, Marko Grižonič, Sławomir Peszko, Krzysztof Kazimierczak, Dariusz Gęsior, Adrian Mierzejewski (65' → Sead Zilić), Predrag Vujović (46' → Wahan Geworgian), Ireneusz Jeleń (90' → Tomasz Sajdak)         | Jakub Wierzchowski, Nebojša Živković, Żarko Belada, Mitar Peković, Marko Grižonič, Sławomir Peszko, Krzysztof Kazimierczak, Dariusz Gęsior, Adrian Mierzejewski (65' → Sead Zilić), Predrag Vujović (46' → Wahan Geworgian), Ireneusz Jeleń (90' → Tomasz Sajdak)         |                           | Mariusz Pawełek, Piotr Szymiczek, Marcin Drzymont, Marcin Dymkowski, Sławomir Szary (84' → Marcin Krysiński), Wojciech Grzyb, Marcin Malinowski, Mariusz Zganiacz (90' → Ireneusz Kowalski), Łukasz Masłowski, Jan Woś, Maciej Korzym (89' → Sylwester Czereszewski)                  | Mariusz Pawełek, Piotr Szymiczek, Marcin Drzymont, Marcin Dymkowski, Sławomir Szary (84' → Marcin Krysiński), Wojciech Grzyb, Marcin Malinowski, Mariusz Zganiacz (90' → Ireneusz Kowalski), Łukasz Masłowski, Jan Woś, Maciej Korzym (89' → Sylwester Czereszewski)                  |
| godz.: 18:00, sędzia: Krzysztof Słupik, widzów 700 | |                           | | |
| | Amica Wronki | 2:1                       | GKS Bełchatów | |
| Zbigniew Grzybowski 45', Jacek Dembiński 45+1' | Zbigniew Grzybowski 45', Jacek Dembiński 45+1' |                           | Sergiusz Wiechowski 33' | Sergiusz Wiechowski 33' |
| Radosław Cierzniak, Marcin Wasilewski, Jarosław Bieniuk, Dawid Kucharski, Grzegorz Wojtkowiak, Marcin Kikut, Jaromír Šimr, Rafał Murawski, Zbigniew Grzybowski (79' → Tomasz Lisowski), Jacek Dembiński, Karol Gregorek (62' → Ilijan Micanski)                           | Radosław Cierzniak, Marcin Wasilewski, Jarosław Bieniuk, Dawid Kucharski, Grzegorz Wojtkowiak, Marcin Kikut, Jaromír Šimr, Rafał Murawski, Zbigniew Grzybowski (79' → Tomasz Lisowski), Jacek Dembiński, Karol Gregorek (62' → Ilijan Micanski)                           |                           | Jacek Banaszyński, Jano Froelich, Edward Cecot, Grzegorz Fonfara, Rafał Berliński, Dariusz Pietrasiak, Jacek Kuranty, Łukasz Garguła, Sergiusz Wiechowski (70' → Jakub Tosik), Radosław Matusiak, Mariusz Ujek                                                                        | Jacek Banaszyński, Jano Froelich, Edward Cecot, Grzegorz Fonfara, Rafał Berliński, Dariusz Pietrasiak, Jacek Kuranty, Łukasz Garguła, Sergiusz Wiechowski (70' → Jakub Tosik), Radosław Matusiak, Mariusz Ujek                                                                        |
| godz.: 18:00, sędzia: Artur Szydłowski, widzów 2 tys. | |                           | | |
| | Górnik Zabrze | 2:0                       | Górnik Łęczna | |
| Krzysztof Bukalski 8' karny, Kamil Król 55' | |                           | | |
| Błażej Radler, Mariusz Magiera, Filipe Félix | Błażej Radler, Mariusz Magiera, Filipe Félix |                           | Bartosz Jurkowski, Veljko Nikitović, Andrzej Kubica, Kamil Oziemczuk, Remigiusz Jezierski | Bartosz Jurkowski, Veljko Nikitović, Andrzej Kubica, Kamil Oziemczuk, Remigiusz Jezierski |
| Piotr Lech, Błażej Radler, Artur Prokop, Jacek Wiśniewski (21' → Paweł Król), Mariusz Magiera, Andrade Felix Felipe, Łukasz Juszkiewicz, Krzysztof Bukalski, Daniel Radawiec (79' → Grzegorz Goncerz), Marcel Lička (40' → Kamil Król), Arkadiusz Aleksander              | Piotr Lech, Błażej Radler, Artur Prokop, Jacek Wiśniewski (21' → Paweł Król), Mariusz Magiera, Andrade Felix Felipe, Łukasz Juszkiewicz, Krzysztof Bukalski, Daniel Radawiec (79' → Grzegorz Goncerz), Marcel Lička (40' → Kamil Król), Arkadiusz Aleksander              |                           | Andrzej Bledzewski, Grzegorz Bronowicki, Bartosz Jurkowski, Artur Bożyk (73' → Rafał Kaczmarczyk), Jarosław Popiela, Artur Andruszczak (67' → Kamil Oziemczuk), Piotr Bronowicki (60' → Remigiusz Jezierski), Grzegorz Wędzyński, Veljko Nikitović, Tomasz Sokołowski, Andrzej Kubica | Andrzej Bledzewski, Grzegorz Bronowicki, Bartosz Jurkowski, Artur Bożyk (73' → Rafał Kaczmarczyk), Jarosław Popiela, Artur Andruszczak (67' → Kamil Oziemczuk), Piotr Bronowicki (60' → Remigiusz Jezierski), Grzegorz Wędzyński, Veljko Nikitović, Tomasz Sokołowski, Andrzej Kubica |
| godz.: 18:15, sędzia: Piotr Siedlecki (ur. 1972), widzów 2 tys. | |                           | | |
| | Zagłębie Lubin | 3:1                       | Cracovia | |
| David Kalousek 12', Michał Chałbiński 59', Maciej Iwański 80' | David Kalousek 12', Michał Chałbiński 59', Maciej Iwański 80' |                           | Paweł Nowak 14' | Paweł Nowak 14' |
| Petr Pokorný | Petr Pokorný |                           | Tomasz Wacek, Tomasz Moskała | Tomasz Wacek, Tomasz Moskała |
| | |                           | Tomasz Wacek 42' | |
| Mariusz Liberda, Robert Kłos, Petr Pokorny, Michał Stasiak, David Kalousek, Wojciech Łobodziński (86' → Dawid Plizga), Andrzej Szczypkowski, Dariusz Jackiewicz (90' → Grzegorz Bartczak), Maciej Iwański, Łukasz Mierzejewski, Michał Chałbiński (81' → Łukasz Piszczek) | Mariusz Liberda, Robert Kłos, Petr Pokorny, Michał Stasiak, David Kalousek, Wojciech Łobodziński (86' → Dawid Plizga), Andrzej Szczypkowski, Dariusz Jackiewicz (90' → Grzegorz Bartczak), Maciej Iwański, Łukasz Mierzejewski, Michał Chałbiński (81' → Łukasz Piszczek) |                           | Marcin Cabaj, Tomasz Wacek, Michał Karwan, Łukasz Skrzyński, Krzysztof Radwański, Marcin Bojarski, Arkadiusz Baran, Piotr Giza, Paweł Nowak, Tomasz Moskała (45' → Marek Baster), Piotr Bania (71' → Łukasz Szczoczarz)                                                               | Marcin Cabaj, Tomasz Wacek, Michał Karwan, Łukasz Skrzyński, Krzysztof Radwański, Marcin Bojarski, Arkadiusz Baran, Piotr Giza, Paweł Nowak, Tomasz Moskała (45' → Marek Baster), Piotr Bania (71' → Łukasz Szczoczarz)                                                               |
| 27 listopada 2005, niedziela | |                           | | |
| godz.: 20:00, sędzia: Hubert Siejewicz, widzów 15 tys. | |                           | | |
| | Wisła Kraków | 0:0                       | Legia Warszawa | |
| Maciej Stolarczyk 2', Marek Zieńczuk 72' | Maciej Stolarczyk 2', Marek Zieńczuk 72' |                           | Tomasz Kiełbowicz 31' | Tomasz Kiełbowicz 31' |
| Radosław Majdan, Dariusz Dudka, Maciej Stolarczyk, Tomasz Kłos, Marcin Baszczyński, Piotr Brożek (46' → Marek Zieńczuk), Mauro Cantoro, Andre Barretto (85' → Konrad Gołoś), Jakub Błaszczykowski, Marcin Kuźba, Paweł Brożek (64' → Paweł Kryszałowicz)                  | Radosław Majdan, Dariusz Dudka, Maciej Stolarczyk, Tomasz Kłos, Marcin Baszczyński, Piotr Brożek (46' → Marek Zieńczuk), Mauro Cantoro, Andre Barretto (85' → Konrad Gołoś), Jakub Błaszczykowski, Marcin Kuźba, Paweł Brożek (64' → Paweł Kryszałowicz)                  |                           | Łukasz Fabiański, Tomasz Kiełbowicz, Moussa Ouattara, Dickson Choto, Wojciech Szala, Sebastian Szałachowski, Veselin Djoković (45' → Jakub Rzeźniczak), Marcin Burkhardt (90' → Aleksandar Vuković), Marcin Rosłoń, Tomasz Sokołowski II, Piotr Włodarczyk (79' → Dawid Janczyk)      | Łukasz Fabiański, Tomasz Kiełbowicz, Moussa Ouattara, Dickson Choto, Wojciech Szala, Sebastian Szałachowski, Veselin Djoković (45' → Jakub Rzeźniczak), Marcin Burkhardt (90' → Aleksandar Vuković), Marcin Rosłoń, Tomasz Sokołowski II, Piotr Włodarczyk (79' → Dawid Janczyk)      |

## Runda wiosenna

### 16 kolejka
| 2 grudnia 2005, piątek | 2 grudnia 2005, piątek | 2 grudnia 2005, piątek | | |
| --- | --- | ---------------------- | --- | --- |
| godz.: 18:00, sędzia: Artur Szydłowski, widzów: 1 tys. | |                        | | |
| | Polonia Warszawa | 2:1                    | Lech Poznań | |
| Adam Cichon 74', Ensar Arifović 89' karny | Adam Cichon 74', Ensar Arifović 89' karny |                        | Piotr Świerczewski 65' | Piotr Świerczewski 65' |
| Jacek Moryc, Jacek Moryc, Luis Arturo Swisher Salguero | Jacek Moryc, Jacek Moryc, Luis Arturo Swisher Salguero |                        | David Topolski | David Topolski |
| Paweł Kieszek, Jacek Moryc, Sławomir Jarczyk, Kelvyn Igwe, Luis Arturo Swisher Salguero, Damian Seweryn (57' → Krzysztof Bąk), Antoni Łukasiewicz, Dariusz Dźwigała (88' → Krzysztof Markowski), Igor Gołaszewski, Ensar Arifović, Grzegorz Król (70' → Adam Cichon)        | Paweł Kieszek, Jacek Moryc, Sławomir Jarczyk, Kelvyn Igwe, Luis Arturo Swisher Salguero, Damian Seweryn (57' → Krzysztof Bąk), Antoni Łukasiewicz, Dariusz Dźwigała (88' → Krzysztof Markowski), Igor Gołaszewski, Ensar Arifović, Grzegorz Król (70' → Adam Cichon)        |                        | Krzysztof Kotorowski, Marcin Kuś, Anderson Santos Silva, Mariusz Mowlik, David Topolski, Damian Nawrocik (25' → Tomasz Iwan), Maciej Scherfchen, Piotr Świerczewski, Pape Samba Ba (85' → Paweł Sasin), Piotr Reiss, Marcin Wachowicz (46' → Krzysztof Gajtkowski                            | Krzysztof Kotorowski, Marcin Kuś, Anderson Santos Silva, Mariusz Mowlik, David Topolski, Damian Nawrocik (25' → Tomasz Iwan), Maciej Scherfchen, Piotr Świerczewski, Pape Samba Ba (85' → Paweł Sasin), Piotr Reiss, Marcin Wachowicz (46' → Krzysztof Gajtkowski                            |
| godz.: 19:00, sędzia: Tomasz Mikulski, widzów: 1,3 tys. | |                        | | |
| | Amica Wronki | 2:0                    | Dyskobolia Grodzisk | |
| Piotr Rocki 45' (s), Karol Gregorek 56' | |                        | | |
| Piotr Dziewicki, | Piotr Dziewicki, |                        | Piotr Rocki | Piotr Rocki |
| Radosław Cierzniak, Marcin Wasilewski, Jarosław Bieniuk, Piotr Dziewicki, Grzegorz Wojtkowiak, Marcin Kikut, Rafał Murawski, Jaromír Šimr, Zbigniew Grzybowski (82' → Tomasz Lisowski), Jacek Dembiński (90' → Marcin Tarnowski), Karol Gregorek (90' → Janusz Surdykowski) | Radosław Cierzniak, Marcin Wasilewski, Jarosław Bieniuk, Piotr Dziewicki, Grzegorz Wojtkowiak, Marcin Kikut, Rafał Murawski, Jaromír Šimr, Zbigniew Grzybowski (82' → Tomasz Lisowski), Jacek Dembiński (90' → Marcin Tarnowski), Karol Gregorek (90' → Janusz Surdykowski) |                        | Sebastian Przyrowski, Włade Łazarewski, Dušan Sninský, Rafał Lasocki, Lumír Sedláček, Piotr Rocki (89' → Andrej Porázik), Igor Kozioł, Mariusz Pawlak, Michał Goliński (56' → Tibor Szabó), Marcin Radzewicz (46' → Marcin Zając), Adrian Sikora                                             | Sebastian Przyrowski, Włade Łazarewski, Dušan Sninský, Rafał Lasocki, Lumír Sedláček, Piotr Rocki (89' → Andrej Porázik), Igor Kozioł, Mariusz Pawlak, Michał Goliński (56' → Tibor Szabó), Marcin Radzewicz (46' → Marcin Zając), Adrian Sikora                                             |
| 3 grudnia 2005, sobota | |                        | | |
| godz.: 16:00, sędzia: Jarosław Żyro, widzów: 12 tys. | |                        | | |
| | Legia Warszawa | 2:0                    | Arka Gdynia | |
| Dawid Janczyk 49', Tomasz Sokołowski II 79' | |                        | | |
| | |                        | Radosław Bartoszewicz, Krzysztof Majda | |
| Łukasz Fabiański, Wojciech Szala, Dickson Choto (80' → Jacek Magiera), Jakub Rzeźniczak, Tomasz Kiełbowicz, Sebastian Szałachowski (76' → Tomasz Sokołowski II), Marcin Burkhardt, Marcin Rosłoń, Bartosz Karwan, Dawid Janczyk (86' → Marcin Chmiest), Piotr Włodarczyk    | Łukasz Fabiański, Wojciech Szala, Dickson Choto (80' → Jacek Magiera), Jakub Rzeźniczak, Tomasz Kiełbowicz, Sebastian Szałachowski (76' → Tomasz Sokołowski II), Marcin Burkhardt, Marcin Rosłoń, Bartosz Karwan, Dawid Janczyk (86' → Marcin Chmiest), Piotr Włodarczyk    |                        | Norbert Witkowski, Łukasz Kowalski, Piotr Jawny, Grzegorz Jakosz, Krzysztof Majda, Sebastian Gorząd (74' → Mateusz Kołodziejski), Ireneusz Kościelniak, Olgierd Moskalewicz, Andrij Hryszczenko (60' → Radosław Wróblewski), Radosław Bartoszewicz, Grzegorz Niciński (60' → Grzegorz Pilch) | Norbert Witkowski, Łukasz Kowalski, Piotr Jawny, Grzegorz Jakosz, Krzysztof Majda, Sebastian Gorząd (74' → Mateusz Kołodziejski), Ireneusz Kościelniak, Olgierd Moskalewicz, Andrij Hryszczenko (60' → Radosław Wróblewski), Radosław Bartoszewicz, Grzegorz Niciński (60' → Grzegorz Pilch) |
| godz.: 16:00, sędzia: Jacek Granat, widzów: 8 tys. | |                        | | |
| | Wisła Kraków | 1:0                    | Górnik Łęczna | |
| Radosław Sobolewski 5' | |                        | | |
| Maciej Stolarczyk, Mauro Cantoro | Maciej Stolarczyk, Mauro Cantoro |                        | Andrzej Kubica, Grzegorz Wędzyński | Andrzej Kubica, Grzegorz Wędzyński |
| Radosław Majdan, Marcin Baszczyński, Tomasz Kłos, Maciej Stolarczyk, Dariusz Dudka, Jakub Błaszczykowski, Radosław Sobolewski (79' → Konrad Gołoś), Mauro Cantoro, Marek Zieńczuk (72' → Piotr Brożek), Paweł Brożek (56' → Jean Paulista), Marcin Kuźba                    | Radosław Majdan, Marcin Baszczyński, Tomasz Kłos, Maciej Stolarczyk, Dariusz Dudka, Jakub Błaszczykowski, Radosław Sobolewski (79' → Konrad Gołoś), Mauro Cantoro, Marek Zieńczuk (72' → Piotr Brożek), Paweł Brożek (56' → Jean Paulista), Marcin Kuźba                    |                        | Andrzej Bledzewski,Mariusz Pawelec (80' → Kamil Oziemczuk), Bartosz Jurkowski, Artur Bożyk, Jarosław Popiela, Artur Andruszczak, Grzegorz Wędzyński (63' → Rafał Kaczmarczyk), Veljko Nikitović, Tomasz Sokołowski I, Andrzej Kubica, Maciej Bykowski (86' → Remigiusz Jezierski)            | Andrzej Bledzewski,Mariusz Pawelec (80' → Kamil Oziemczuk), Bartosz Jurkowski, Artur Bożyk, Jarosław Popiela, Artur Andruszczak, Grzegorz Wędzyński (63' → Rafał Kaczmarczyk), Veljko Nikitović, Tomasz Sokołowski I, Andrzej Kubica, Maciej Bykowski (86' → Remigiusz Jezierski)            |
| godz.: 17:00, sędzia: Marcin Borski, widzów: 2 tys. | |                        | | |
| | Górnik Zabrze | 0:1                    | GKS Bełchatów | |
| | |                        | Mariusz Ujek 31' | |
| Artur Prokop, Arkadiusz Aleksander, Iwajło Stojmenow | Artur Prokop, Arkadiusz Aleksander, Iwajło Stojmenow |                        | Mariusz Ujek | Mariusz Ujek |
| Piotr Lech, Błażej Radler, Artur Prokop, Paweł Król, Mariusz Magiera, Andrade Felix Felipe, Krzysztof Bukalski, Łukasz Juszkiewicz, Marcin Siedlarz (74' → Daniel Radawiec), Kamil Król (81' → Marcin Dudziński), Arkadiusz Aleksander (62' → Iwajło Emiłow Stojmenow)      | Piotr Lech, Błażej Radler, Artur Prokop, Paweł Król, Mariusz Magiera, Andrade Felix Felipe, Krzysztof Bukalski, Łukasz Juszkiewicz, Marcin Siedlarz (74' → Daniel Radawiec), Kamil Król (81' → Marcin Dudziński), Arkadiusz Aleksander (62' → Iwajło Emiłow Stojmenow)      |                        | Łukasz Sapela, Grzegorz Fonfara, Dariusz Pietrasiak, Edward Cecot, Rafał Berliński, Jacek Kuranty, Łukasz Garguła, Ferdinand Chi-Fon (79' → Goran Janković), Janusz Dziedzic, Radosław Matusiak, Mariusz Ujek (86' → Grzegorz Kmiecik)                                                       | Łukasz Sapela, Grzegorz Fonfara, Dariusz Pietrasiak, Edward Cecot, Rafał Berliński, Jacek Kuranty, Łukasz Garguła, Ferdinand Chi-Fon (79' → Goran Janković), Janusz Dziedzic, Radosław Matusiak, Mariusz Ujek (86' → Grzegorz Kmiecik)                                                       |
| godz.: 17:00, sędzia: Robert Werder, widzów: 1,2 tys. | |                        | | |
| | Zagłębie Lubin | 2:0                    | Odra Wodzisław | |
| Dawid Plizga 34', Grzegorz Bartczak 76' | |                        | | |
| Mariusz Liberda, Robert Kłos, Michał Stasiak, Petr Pokorný, David Kalousek, Dawid Plizga, Andrzej Szczypkowski, Dariusz Jackiewicz (66' → Grzegorz Bartczak), Maciej Iwański, Łukasz Mierzejewski, Michał Chałbiński (82' → Łukasz Piszczek)                                | Mariusz Liberda, Robert Kłos, Michał Stasiak, Petr Pokorný, David Kalousek, Dawid Plizga, Andrzej Szczypkowski, Dariusz Jackiewicz (66' → Grzegorz Bartczak), Maciej Iwański, Łukasz Mierzejewski, Michał Chałbiński (82' → Łukasz Piszczek)                                |                        | Mariusz Pawełek, Piotr Szymiczek, Marcin Drzymont, Witold Cichy, Sławomir Szary, Wojciech Grzyb (76' → Sylwester Czereszewski), Marcin Malinowski, Mariusz Zganiacz (61' → Ireneusz Kowalski), Łukasz Masłowski, Maciej Korzym (87' → Tomasz Albingier), Jan Woś                             | Mariusz Pawełek, Piotr Szymiczek, Marcin Drzymont, Witold Cichy, Sławomir Szary, Wojciech Grzyb (76' → Sylwester Czereszewski), Marcin Malinowski, Mariusz Zganiacz (61' → Ireneusz Kowalski), Łukasz Masłowski, Maciej Korzym (87' → Tomasz Albingier), Jan Woś                             |
| godz.: 17:00, sędzia: Tomasz Pacuda, widzów: 1 tys. | |                        | | |
| | Wisła Płock | 0:0                    | Pogoń Szczecin | |
| Nebojša Živković | Nebojša Živković |                        | Radek Divecký, Rafał Grzelak, Tomasz Parzy | Radek Divecký, Rafał Grzelak, Tomasz Parzy |
| Jakub Wierzchowski, Nebojša Živković, Żarko Belada, Mitar Peković, Marko Grizonić, Krzysztof Kazimierczak, Sławomir Peszko (82' → Sead Zilić), Dariusz Romuzga, Dariusz Gęsior (46' → Adrian Mierzejewski), Vahan Geworgyan, Ireneusz Jeleń                                 | Jakub Wierzchowski, Nebojša Živković, Żarko Belada, Mitar Peković, Marko Grizonić, Krzysztof Kazimierczak, Sławomir Peszko (82' → Sead Zilić), Dariusz Romuzga, Dariusz Gęsior (46' → Adrian Mierzejewski), Vahan Geworgyan, Ireneusz Jeleń                                 |                        | Boris Peškovič, Luiz Eduardo Tavares, Julcimar De Souza (90' → Piotr Celeban), Paweł Magdoń, Grzegorz Matlak, Łukasz Trałka (64' → Tomasz Parzy), Michał Łabędzki, Radek Divecký, Rafał Grzelak, Edi Andradina, Francois Endene Elokan (60' → Claudio Milar)                                 | Boris Peškovič, Luiz Eduardo Tavares, Julcimar De Souza (90' → Piotr Celeban), Paweł Magdoń, Grzegorz Matlak, Łukasz Trałka (64' → Tomasz Parzy), Michał Łabędzki, Radek Divecký, Rafał Grzelak, Edi Andradina, Francois Endene Elokan (60' → Claudio Milar)                                 |
| 4 grudnia 2005, niedziela | |                        | | |
| godz.: 17:00, sędzia: Robert Małek, widzów: 5 tys. | |                        | | |
| | Cracovia | 2:3                    | Korona Kielce | |
| Tomasz Moskała 24', Dariusz Pawlusiński 56' | Tomasz Moskała 24', Dariusz Pawlusiński 56' |                        | Grzegorz Piechna 18', 90', Paweł Golański 90+6' | Grzegorz Piechna 18', 90', Paweł Golański 90+6' |
| Marcin Bojarski, Tomasz Moskała, Paweł Nowak | Marcin Bojarski, Tomasz Moskała, Paweł Nowak |                        | Sławomir Rutka, Robert Bednarek, Łukasz Załuska | Sławomir Rutka, Robert Bednarek, Łukasz Załuska |
| Marcin Cabaj, Krzysztof Radwański, Łukasz Skrzyński, Michał Karwan, Marek Baster, Marcin Bojarski, Arkadiusz Baran, Piotr Giza (75' → Piotr Bania), Paweł Nowak, Dariusz Pawlusiński, Tomasz Moskała (81' → Łukasz Szczoczarz)                                              | Marcin Cabaj, Krzysztof Radwański, Łukasz Skrzyński, Michał Karwan, Marek Baster, Marcin Bojarski, Arkadiusz Baran, Piotr Giza (75' → Piotr Bania), Paweł Nowak, Dariusz Pawlusiński, Tomasz Moskała (81' → Łukasz Szczoczarz)                                              |                        | Łukasz Załuska, Paweł Golański, Hernani, Sławomir Rutka, Robert Bednarek (74' → Dariusz Kozubek), Grzegorz Bonin (74' → Tomasz Szewczuk), Soares Hermes, Aleksander Kwiek, Marcin Nowacki (89' → Cezary Wilk), Marcin Kaczmarek, Grzegorz Piechna                                            | Łukasz Załuska, Paweł Golański, Hernani, Sławomir Rutka, Robert Bednarek (74' → Dariusz Kozubek), Grzegorz Bonin (74' → Tomasz Szewczuk), Soares Hermes, Aleksander Kwiek, Marcin Nowacki (89' → Cezary Wilk), Marcin Kaczmarek, Grzegorz Piechna                                            |

### 17 kolejka
| 9 grudnia 2005                                                                    | 9 grudnia 2005                   | 9 grudnia 2005 |                                            |                      |
| --------------------------------------------------------------------------------- | -------------------------------- | -------------- | ------------------------------------------ | -------------------- |
| godz.: 20:00, widzów: 9 tys.                                                      |                                  |                |                                            |                      |
|                                                                                   | Arka Gdynia                      | 0:2            | Lech Poznań                                |                      |
|                                                                                   |                                  |                | Damian Nawrocik 85', Piotr Reiss 90' karny |                      |
| 10 grudnia 2005                                                                   |                                  |                |                                            |                      |
| godz.: 17:00, widzów: 350                                                         |                                  |                |                                            |                      |
|                                                                                   | Wisła Płock                      | 4:0            | Polonia Warszawa                           |                      |
| Sead Zilić 16', Adrian Mierzejewski 24', Wahan Geworgian 62', Sławomir Peszko 66' |                                  |                |                                            |                      |
| godz.: 20:00, widzów: 1,6 tys.                                                    |                                  |                |                                            |                      |
|                                                                                   | Amica Wronki                     | 1:1            | Cracovia                                   |                      |
| Jacek Dembiński 64' karny                                                         | Jacek Dembiński 64' karny        |                | Łukasz Skrzyński 89'                       | Łukasz Skrzyński 89' |
| 11 grudnia 2005                                                                   |                                  |                |                                            |                      |
| godz.: 14:30, widzów: 6 tys.                                                      |                                  |                |                                            |                      |
|                                                                                   | Legia Warszawa                   | 0:2            | Górnik Łęczna                              |                      |
|                                                                                   |                                  |                | Kamil Oziemczuk 71', Jarosław Popiela 85'  |                      |
| godz.: 17:00, widzów: 2,5 tys.                                                    |                                  |                |                                            |                      |
|                                                                                   | Odra Wodzisław Śląski            | 1:1            | Korona Kielce                              |                      |
| Marcin Malinowski 26'                                                             | Marcin Malinowski 26'            |                | Tomasz Szewczuk 67'                        | Tomasz Szewczuk 67'  |
| godz.: 17:00, widzów: 600                                                         |                                  |                |                                            |                      |
|                                                                                   | Dyskobolia Grodzisk Wielkopolski | 0:1            | Górnik Zabrze                              |                      |
|                                                                                   |                                  |                | Marcin Siedlarz 14'                        |                      |
| 11 grudnia 2005                                                                   |                                  |                |                                            |                      |
| godz.: 14:30, widzów: 4,5 tys.                                                    |                                  |                |                                            |                      |
|                                                                                   | GKS Bełchatów                    | 0:0            | Wisła Kraków                               |                      |
| 28 marca 2006                                                                     |                                  |                |                                            |                      |
| godz.: 17:30, widzów: 8 tys.                                                      |                                  |                |                                            |                      |
|                                                                                   | Pogoń Szczecin                   | 1:0            | Zagłębie Lubin                             |                      |
| Przemysław Kaźmierczak 52'                                                        |                                  |                |                                            |                      |

## Tabela końcowa
| Poz. | Klub                             | M  | Pkt. | Mecze | Mecze | Mecze | Bramki | Bramki |
| Poz. | Klub                             | M  | Pkt. | zwy.  | rem.  | por.  | zdob.  | stra.  |
| ---- | -------------------------------- | -- | ---- | ----- | ----- | ----- | ------ | ------ |
| 1.   | Legia Warszawa                   | 30 | 66   | 20    | 6     | 4     | 47     | 17     |
| 2    | Wisła Kraków                     | 30 | 64   | 19    | 7     | 4     | 50     | 20     |
| 3    | Zagłębie Lubin                   | 30 | 49   | 14    | 7     | 9     | 45     | 32     |
| 4    | Amica Wronki                     | 30 | 49   | 14    | 7     | 9     | 50     | 28     |
| 5    | Korona Kielce                    | 30 | 47   | 12    | 11    | 7     | 46     | 44     |
| 6    | Odra Wodzisław Śląski            | 30 | 40   | 10    | 10    | 10    | 23     | 27     |
| 7    | Dyskobolia Grodzisk Wielkopolski | 30 | 37   | 10    | 7     | 13    | 37     | 45     |
| 8    | GKS Bełchatów                    | 30 | 37   | 9     | 10    | 11    | 30     | 32     |
| 9    | Cracovia                         | 30 | 37   | 10    | 7     | 13    | 32     | 44     |
| 10   | Pogoń Szczecin                   | 30 | 37   | 9     | 10    | 11    | 29     | 34     |
| 11   | Wisła Płock                      | 30 | 34   | 10    | 4     | 16    | 30     | 45     |
| 12   | Górnik Łęczna                    | 30 | 33   | 7     | 12    | 11    | 23     | 31     |
| 13   | Górnik Zabrze                    | 30 | 29   | 8     | 5     | 17    | 29     | 46     |
| 14   | Arka Gdynia                      | 30 | 27   | 4     | 15    | 11    | 21     | 33     |
| 15   | Polonia Warszawa                 | 30 | 25   | 6     | 7     | 17    | 20     | 45     |
| 16   | Lech Poznań                      | 30 | 42   | 11    | 9     | 10    | 45     | 45     |

| Legenda:                     |
| ---------------------------- |
| 2. runda elim. Ligi Mistrzów |
| 2. runda elim. Pucharu UEFA  |
| 1. runda elim. Pucharu UEFA  |
| 2. runda Puchar Intertoto    |
| baraże                       |
| spadek                       |